# Specie di Salticidae (A-C)
Di seguito sono descritte tutte le specie della famiglia di ragni Salticidae il cui nome scientifico è compreso fra la lettera A e la lettera C, note al 13 luglio 2008.

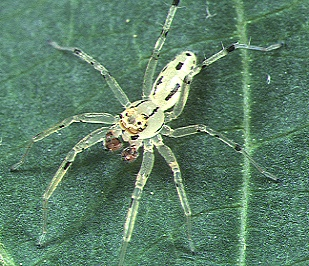
Asemonea tanikawai, maschio

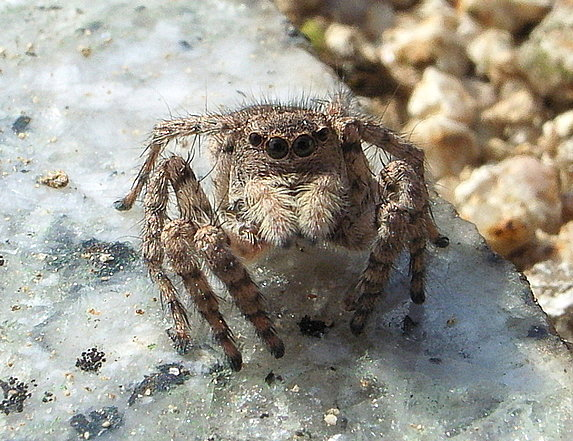
Asianellus festivus

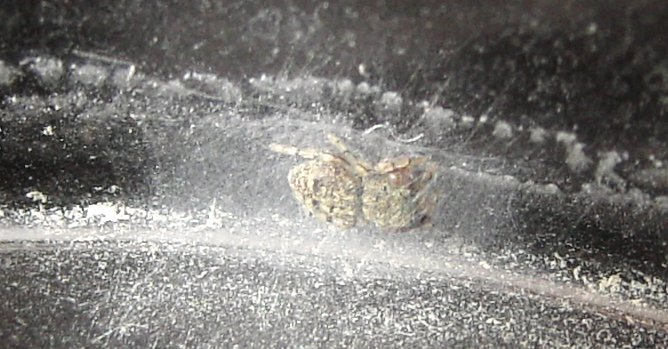
Ballus chalybeius, maschio

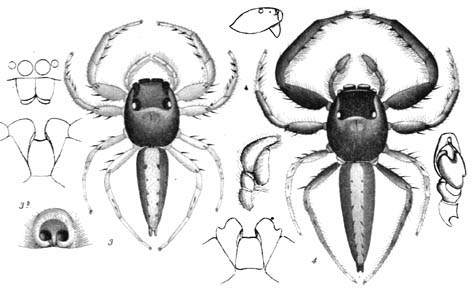
Bavia valida, disegno anatomico

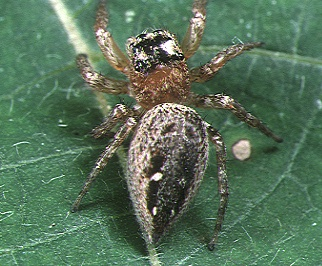
Burmattus pococki, femmina

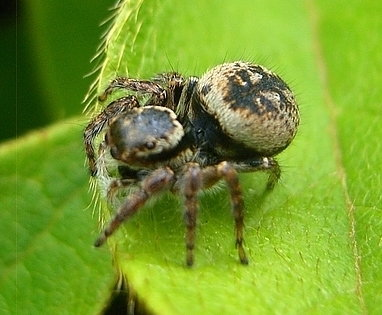
Carrhotus xanthogramma, maschio

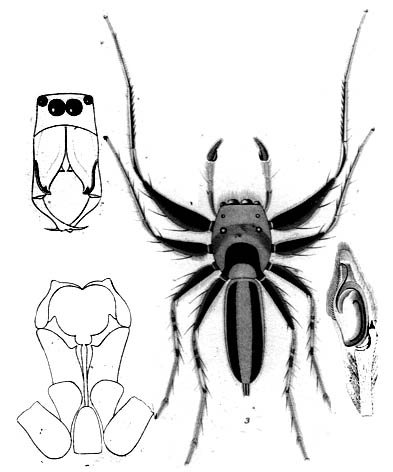
Cosmophasis micarioides, disegno anatomico

## Abracadabrella
Abracadabrella Zabka, 1991
- Abracadabrella birdsville Zabka, 1991 — Queensland
- Abracadabrella elegans (L. Koch, 1879)[1] — Queensland
- Abracadabrella lewiston Zabka, 1991 — Australia meridionale

## Acragas
Acragas Simon, 1900
- Acragas carinatus Crane, 1943 — Venezuela
- Acragas castaneiceps Simon, 1900 — Brasile
- Acragas erythraeus Simon, 1900 — Brasile
- Acragas fallax (Peckham & Peckham, 1896) — Panama
- Acragas hieroglyphicus (Peckham & Peckham, 1896) — dal Messico a Panama
- Acragas humaitae Bauab & Soares, 1978 — Brasile
- Acragas humilis Simon, 1900 — Brasile
- Acragas leucaspis Simon, 1900 — Venezuela
- Acragas longimanus Simon, 1900[1] — Brasile
- Acragas longipalpus (Peckham & Peckham, 1885) — Guatemala
- Acragas mendax Bauab & Soares, 1978 — Brasile
- Acragas miniaceus Simon, 1900 — Perù, Brasile
- Acragas nigromaculatus (Mello-Leitão, 1922) — Brasile
- Acragas pacatus (Peckham & Peckham, 1896) — America centrale
- Acragas peckhami (Chickering, 1946) — Panama
- Acragas procalvus Simon, 1900 — Perù
- Acragas quadriguttatus (F. O. P.-Cambridge, 1901) — dal Messico a Panama
- Acragas rosenbergi Simon, 1901 — Ecuador
- Acragas trimaculatus Mello-Leitão, 1917 — Brasile
- Acragas zeteki (Chickering, 1946) — Panama

## Admestina
Admestina Peckham & Peckham, 1888
- Admestina archboldi Piel, 1992 — USA
- Admestina tibialis (C. L. Koch, 1846)[1] — USA
- Admestina wheeleri Peckham & Peckham, 1888 — USA, Canada

## Admesturius
Admesturius Galiano, 1988
- Admesturius bitaeniatus (Simon, 1901) — Cile
- Admesturius schajovskoyi Galiano, 1988[1] — Cile, Argentina

## Adoxotoma
Adoxotoma Simon, 1909
- Adoxotoma bargo Zabka, 2001 — Nuovo Galles del Sud
- Adoxotoma chionopogon Simon, 1909 — Australia occidentale
- Adoxotoma forsteri Zabka, 2004 — Nuova Zelanda
- Adoxotoma hannae Zabka, 2001 — Nuovo Galles del Sud
- Adoxotoma justyniae Zabka, 2001 — Nuovo Galles del Sud
- Adoxotoma nigroolivacea Simon, 1909[1]  — Australia occidentale

## Aelurillus
Aelurillus Simon, 1884

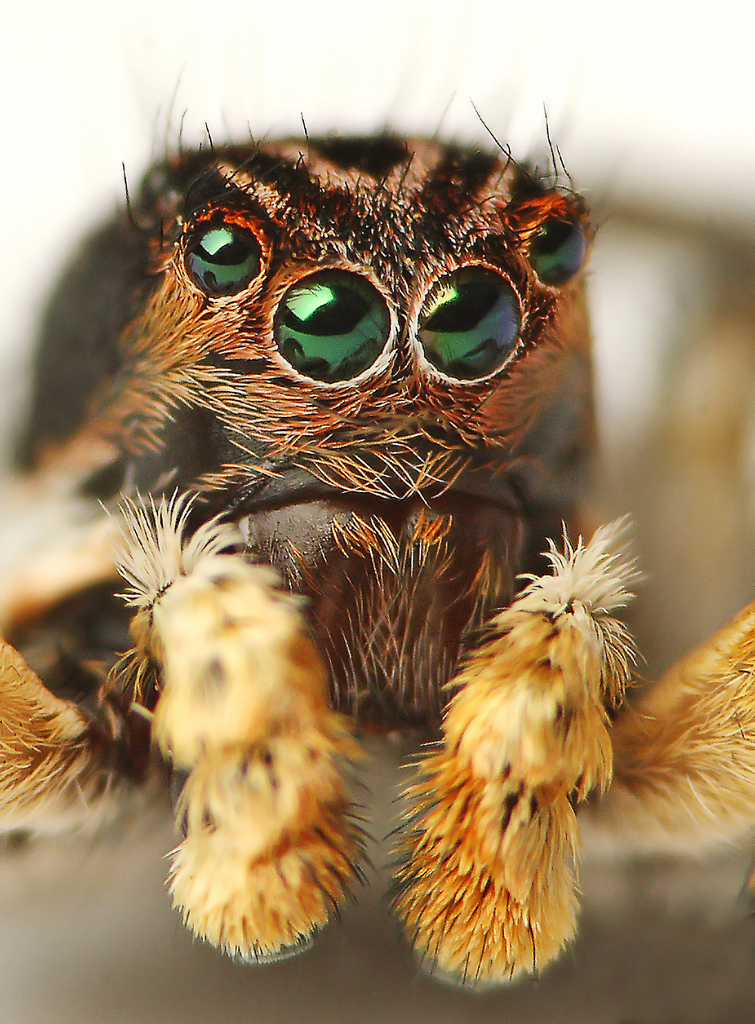
Aelurillus v-insignitus, visuale frontale

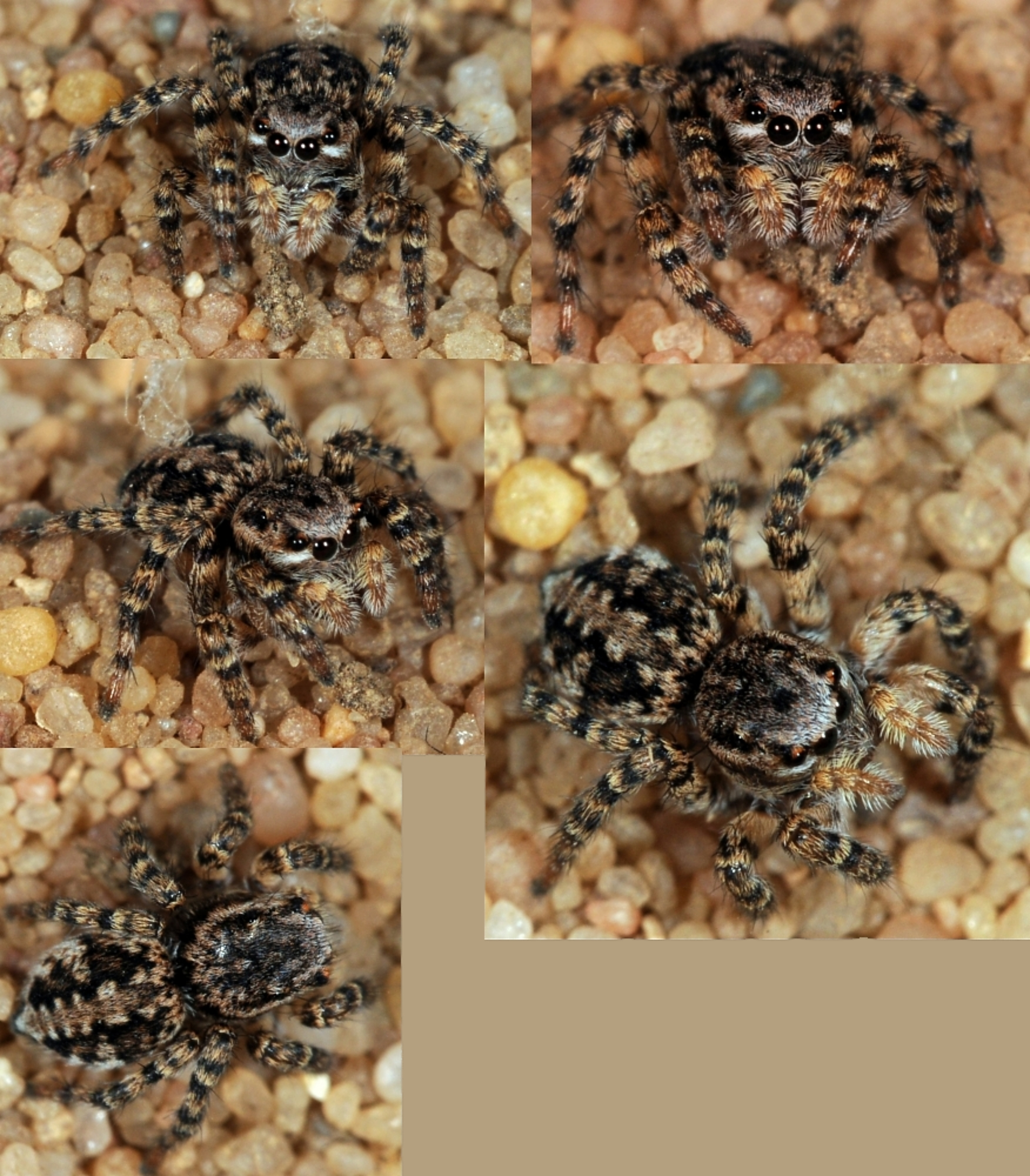
Aelurillus v-insignitus, femmine

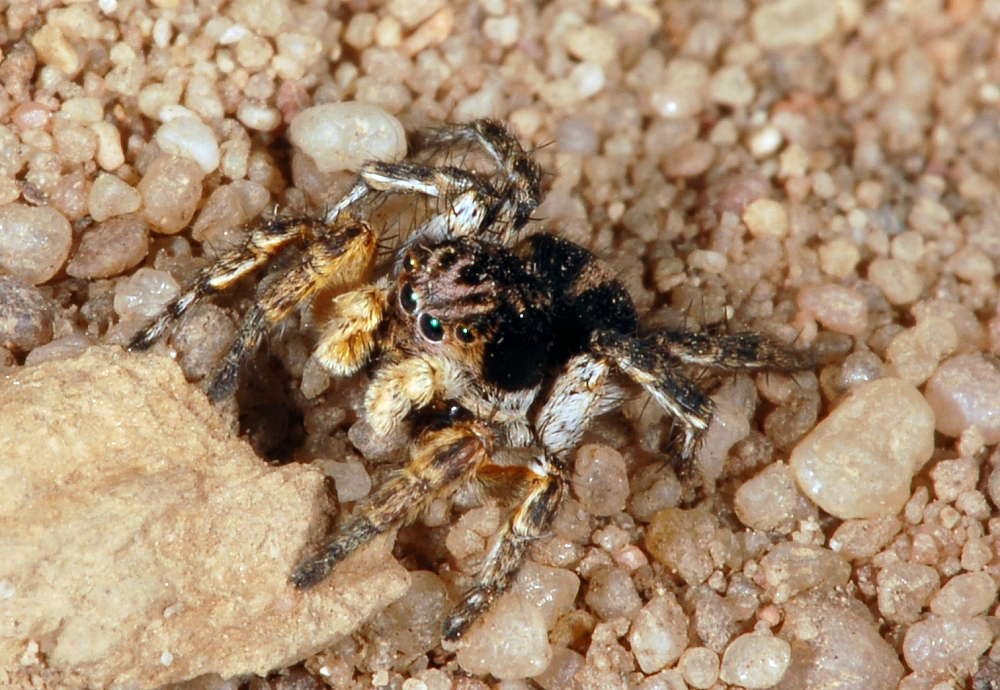
Aelurillus v-insignitus

1. Aelurillus aeruginosus (Simon, 1871) — Mediterraneo
2. Aelurillus afghanus Azarkina, 2006 — Afghanistan
3. Aelurillus andreevae Nenilin, 1984 — Asia centrale
4. Aelurillus angularis Prószynski, 2000 — Israele
5. Aelurillus ater (Kroneberg, 1875) — Asia centrale
6. Aelurillus balearus Azarkina, 2006 — Isole Canarie, Isole Baleari
7. Aelurillus basseleti (Lucas, 1846) — Algeria, Tunisia
8. Aelurillus blandus (Simon, 1871) — Grecia, Creta
9. Aelurillus bokerinus Prószynski, 2003 — Israele
10. Aelurillus bosmansi Azarkina, 2006 — Spagna
11. Aelurillus brutus Wesolowska, 1996 — Turkmenistan, Kazakistan
12. Aelurillus catherinae Prószynski, 2000 — Egitto
13. Aelurillus catus Simon, 1886 — Senegal
14. Aelurillus cognatus (O. P.-Cambridge, 1872) — Libano
15. Aelurillus concolor Kulczyński, 1901 — Macedonia, Iran, Asia centrale
16. Aelurillus conveniens (O. P.-Cambridge, 1872) — Egitto, Israele, Siria
17. Aelurillus cretensis Azarkina, 2002 — Creta
18. Aelurillus cristatopalpus Simon, 1902 — Sudafrica
19. Aelurillus cypriotus Azarkina, 2006 — Cipro
20. Aelurillus dorthesi (Audouin, 1826) — Egitto
21. Aelurillus dubatolovi Azarkina, 2003 — Asia centrale
22. Aelurillus faragallai Prószynski, 1993 — Arabia Saudita, Yemen
23. Aelurillus gershomi Prószynski, 2000 — Israele
24. Aelurillus guecki Metzner, 1999 — Grecia
25. Aelurillus helvenacius Logunov, 1993 — Mongolia
26. Aelurillus hirtipes Denis, 1960 — Africa settentrionale
27. Aelurillus improvisus Azarkina, 2002 — India
28. Aelurillus jerusalemicus Prószynski, 2000 — Israele
29. Aelurillus kochi Roewer, 1951 — Grecia, Israele, Siria
30. Aelurillus kopetdaghi Wesolowska, 1996 — Turkmenistan
31. Aelurillus kronestedti Azarkina, 2004 — Sri Lanka
32. Aelurillus laniger Logunov & Marusik, 2000 — Macedonia, Kazakistan
33. Aelurillus latebricola Spassky, 1941 — Tagikistan
34. Aelurillus leipoldae (Metzner, 1999) — Creta
35. Aelurillus logunovi Azarkina, 2004 — Afghanistan, Pakistan
36. Aelurillus lopadusae Cantarella, 1983 — Italia, Algeria
37. Aelurillus lucasi Roewer, 1951 — Isole Canarie, Isole Selvagens (Canarie)
38. Aelurillus luctuosus (Lucas, 1846) — dal Mediterraneo al Turkmenistan
39. Aelurillus lutosus (Tyschchenko, 1965) — Kazakistan, Kirghizistan
40. Aelurillus madagascariensis Azarkina, 2009 — Madagascar
41. Aelurillus marusiki Azarkina, 2002 — Iran
42. Aelurillus minimontanus Azarkina, 2002 — India
43. Aelurillus mirabilis Wesolowska, 2006 — Namibia
44. Aelurillus m-nigrum Kulczynski, 1891 — Regione paleartica
45. Aelurillus monardi (Lucas, 1846) — Mediterraneo
46. Aelurillus muganicus Dunin, 1984 — Azerbaigian
47. Aelurillus nabataeus Prószynski, 2003 — Israele
48. Aelurillus nenilini Azarkina, 2002 — Turkmenistan, Uzbekistan, Kazakistan
49. Aelurillus numidicus (Lucas, 1846) — Algeria
50. Aelurillus plumipes (Thorell, 1875) — Algeria, Tunisia
51. Aelurillus politiventris (O. P.-Cambridge, 1872) — dalla Grecia ad Israele
52. Aelurillus quadrimaculatus Simon, 1889 — India, Sri Lanka
53. Aelurillus reconditus Wesolowska & van Harten, 1994 — Yemen
54. Aelurillus rugatus (Bösenberg & Lenz, 1895) — Tanzania
55. Aelurillus russelsmithi Azarkina, 2009 — Costa d'Avorio
56. Aelurillus sahariensis Berland & Millot, 1941 — Mali
57. Aelurillus schembrii Cantarella, 1982 — Sicilia, Malta
58. Aelurillus simoni (Lebert, 1877) — Svizzera
59. Aelurillus simplex (Herman, 1879) — Ungheria
60. Aelurillus spinicrus (Simon, 1871) — Marocco
61. Aelurillus stanislawi (Prószynski, 1999) — Israele, Siria, Etiopia
62. Aelurillus steinmetzi Metzner, 1999 — Grecia
63. Aelurillus steliosi Dobroruka, 2002 — Creta
64. Aelurillus subaffinis Caporiacco, 1947 — Etiopia
65. Aelurillus subfestivus Saito, 1934 — Giappone
66. Aelurillus tumidulus Wesolowska & Tomasiewicz, 2008 — Etiopia
67. Aelurillus unitibialis Azarkina, 2002 — Iran
68. Aelurillus v-insignitus (Clerck, 1757)[1] — Regione paleartica
  - Aelurillus v-insignitus morulus (Simon, 1937) — Francia
  - Aelurillus v-insignitus obsoletus Kulczynski, 1891 — Europa orientale

## Afraflacilla
Afraflacilla Berland & Millot, 1941
- Afraflacilla antineae (Denis, 1954) — Algeria
- Afraflacilla asorotica (Simon, 1890) — Arabia Saudita, Israele, Yemen
- Afraflacilla bamakoi Berland & Millot, 1941 — Sudan
- Afraflacilla berlandi Denis, 1955 — Libia
- Afraflacilla courti Zabka, 1993 — Nuova Guinea
- Afraflacilla epiblemoides (Chyzer, 1891) — Europa centrale e orientale
- Afraflacilla grayorum Zabka, 1993 — Australia occidentale, Queensland
- Afraflacilla gunbar Zabka & Gray, 2002 — Nuovo Galles del Sud
- Afraflacilla huntorum Zabka, 1993 — Australia occidentale, Victoria (Australia)
- Afraflacilla millidgei Zabka & Gray, 2002 — Australia occidentale
- Afraflacilla risbeci Berland & Millot, 1941 — Senegal
- Afraflacilla scenica Denis, 1955 — Niger
- Afraflacilla similis Berland & Millot, 1941 — Senegal
- Afraflacilla stridulator Zabka, 1993 — Australia occidentale
- Afraflacilla vestjensi Zabka, 1993 — Territorio del Nord (Australia)
- Afraflacilla wadis (Prószynski, 1989) — Arabia Saudita, Israele, Yemen
- Afraflacilla yeni Zabka, 1993 — Victoria (Australia)

## Afrobeata
Afrobeata Caporiacco, 1941
- Afrobeata firma Wesolowska & van Harten, 1994 — Socotra
- Afrobeata latithorax Caporiacco, 1941[1] — Etiopia
- Afrobeata magnifica Wesolowska & Russell-Smith, 2000 — Tanzania

## Afromarengo
Afromarengo Benjamin, 2004
- Afromarengo coriacea (Simon, 1900)[1] — Africa centrale, orientale e meridionale
- Afromarengo lyrifera (Wanless, 1978) — Angola

## Agelista
Agelista Simon, 1900
- Agelista andina Simon, 1900[1] — Brasile, Paraguay, Argentina

## Agobardus
Agobardus Keyserling, 1885
- Agobardus anormalis Keyserling, 1885[1] — Indie Occidentali
  - Agobardus anormalis montanus Bryant, 1943 — Hispaniola
- Agobardus blandus Bryant, 1947 — Porto Rico
- Agobardus brevitarsus Bryant, 1943 — Hispaniola
- Agobardus cubensis (Franganillo, 1935) — Cuba
- Agobardus fimbriatus Bryant, 1940 — Cuba
- Agobardus keyserlingi Bryant, 1940 — Cuba
- Agobardus mandibulatus Bryant, 1940 — Cuba
- Agobardus mundus Bryant, 1940 — Cuba
- Agobardus obscurus Bryant, 1943 — Hispaniola
- Agobardus perpilosus Bryant, 1943 — Hispaniola
- Agobardus prominens Bryant, 1940 — Cuba

## Agorius
Agorius Thorell, 1877

Agorius constrictus, disegno anatomico

- Agorius baloghi Szűts, 2003 — Nuova Guinea, Nuova Britannia
- Agorius borneensis Edmunds & Prószynski, 2001 — Borneo
- Agorius cinctus Simon, 1901 — Giava, Lombok (Indonesia)
- Agorius constrictus Simon, 1901 — Singapore
- Agorius formicinus Simon, 1903 — Sumatra
- Agorius gracilipes Thorell, 1877[1] — Celebes
- Agorius kerinci Prószynski, 2009 — Sumatra
- Agorius lindu Prószynski, 2009 — Celebes
- Agorius saaristoi Prószynski, 2009 — Borneo
- Agorius semirufus Simon, 1901 — Filippine

## Aillutticus
Aillutticus Galiano, 1987
- Aillutticus knysakae Ruiz & Brescovit, 2006 — Brasile
- Aillutticus montanus Ruiz & Brescovit, 2006 — Brasile
- Aillutticus nitens Galiano, 1987[1] — Argentina, Brasile
- Aillutticus pinquidor Galiano, 1987 — Argentina
- Aillutticus raizeri Ruiz & Brescovit, 2006 — Brasile
- Aillutticus rotundus Galiano, 1987 — Brasile
- Aillutticus soteropolitano Ruiz & Brescovit, 2006 — Brasile
- Aillutticus viripotens Ruiz & Brescovit, 2006 — Brasile

## Akela
Akela Peckham & Peckham, 1896
- Akela charlottae Peckham & Peckham, 1896[1] — Guatemala, Panama
- Akela fulva Dyal, 1935 — Pakistan
- Akela ruricola Galiano, 1999 — Brasile, Uruguay, Argentina

## Albionella
Albionella Chickering, 1946
- Albionella propria Chickering, 1946[1] — Panama

### Specie trasferite, non più in uso
- Albionella chickeringi Caporiacco, 1954[2] — Guyana francese
- Albionella guianensis Caporiacco, 1954[3] — Guyana francese

## Alcmena
Alcmena C. L. Koch, 1846
- Alcmena amabilis C. L. Koch, 1846 — Messico
- Alcmena psittacina C. L. Koch, 1846[1] — Brasile
- Alcmena tristis Mello-Leitão, 1945 — Argentina
- Alcmena vittata Karsch, 1880 — Venezuela

### Nomen dubium
- Alcmena trifasciata Caporiacco, 1954;[4]

## Alfenus
Alfenus Simon, 1902
- Alfenus calamistratus Simon, 1902[1] — Congo
- Alfenus chrysophaeus Simon, 1903 — Guinea Equatoriale o Camerun

## Allococalodes
Allococalodes Wanless, 1982
- Allococalodes alticeps Wanless, 1982[1] — Nuova Guinea
- Allococalodes cornutus Wanless, 1982 — Nuova Guinea
- Allococalodes madidus Maddison, 2009 — Nuova Guinea

## Allodecta
Allodecta Bryant, 1950
- Allodecta maxillaris Bryant, 1950[1] — Giamaica

## Amatorculus
Amatorculus Ruiz & Brescovit, 2005
- Amatorculus cristinae Ruiz & Brescovit, 2006 — Brasile
- Amatorculus stygius Ruiz & Brescovit, 2005[1] — Brasile

## Amphidraus
Amphidraus Simon, 1900
- Amphidraus argentinensis Galiano, 1997 — Argentina
- Amphidraus auriga Simon, 1900[1] — Bolivia
- Amphidraus duckei Galiano, 1967 — Brasile
- Amphidraus santanae Galiano, 1967 — Brasile

## Amycus
Amycus C. L. Koch, 1846
- Amycus amrishi Makhan, 2006 — Suriname
- Amycus annulatus Simon, 1900 — Brasile
- Amycus ectypus Simon, 1900 — Perù, Brasile
- Amycus equulus Simon, 1900 — Brasile
- Amycus flavicomis Simon, 1900 — Brasile, Argentina

Amycus pertyi, disegno anatomico

- Amycus flavolineatus C. L. Koch, 1846 — Messico
- Amycus igneus (Perty, 1833)[1] — Brasile
- Amycus lycosiformis Taczanowski, 1878 — Perù
- Amycus pertyi Simon, 1900 — Perù
- Amycus rufifrons Simon, 1900 — Brasile
- Amycus spectabilis C. L. Koch, 1846 — Perù, Brasile

### Specie trasferite, non più in uso, nomen dubium
- Amycus effeminatus Caporiacco, 1954[5] — Guyana francese
- Amycus patellaris (Caporiacco, 1954)[6] — Guyana francese

## Anarrhotus
Anarrhotus Simon, 1902
- Anarrhotus fossulatus Simon, 1902[1] — Malesia

## Anasaitis
Anasaitis Bryant, 1950

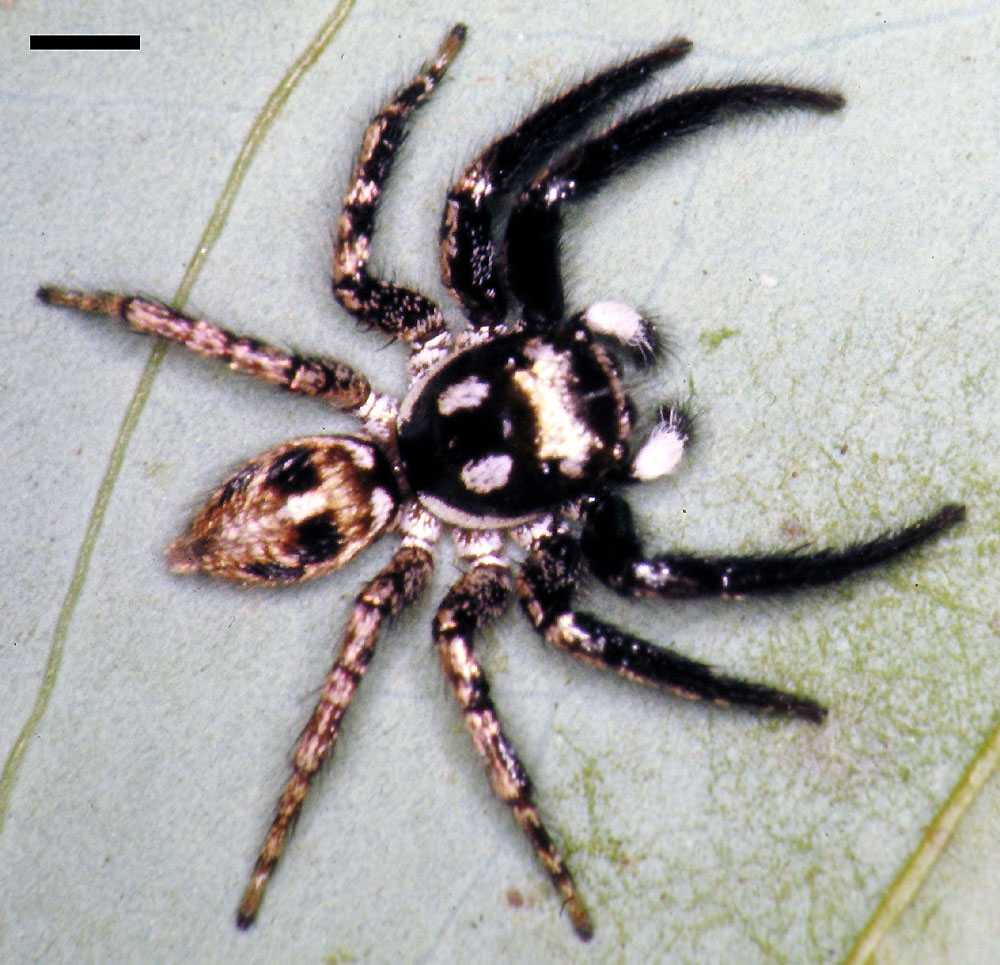
Anasaitis canosa, maschio

- Anasaitis canosa (Walckenaer, 1837) — USA, Cuba
- Anasaitis decoris Bryant, 1950 — Giamaica
- Anasaitis morgani (Peckham & Peckham, 1901)[1] — Giamaica, Hispaniola
- Anasaitis scintilla Bryant, 1950 — Giamaica
- Anasaitis venatoria (Peckham & Peckham, 1901) — Giamaica

## Anaurus
Anaurus Simon, 1900
- Anaurus flavimanus Simon, 1900[1] — Brasile

## Anicius
Anicius Chamberlin, 1925
- Anicius dolius Chamberlin, 1925[1] — Messico

## Anokopsis
Anokopsis Bauab & Soares, 1980
- Anokopsis avitoides Bauab & Soares, 1980[1] — Brasile

## Antillattus
Antillattus Bryant, 1943
- Antillattus gracilis Bryant, 1943[1] — Hispaniola
- Antillattus placidus Bryant, 1943 — Hispaniola

## Aphirape
Aphirape C. L. Koch, 1850
- Aphirape ancilla (C. L. Koch, 1846) — Brasile
- Aphirape boliviensis Galiano, 1981 — Bolivia, Argentina
- Aphirape flexa Galiano, 1981 — Argentina, Uruguay
- Aphirape gamas Galiano, 1996 — Brasile, Argentina
- Aphirape misionensis Galiano, 1981 — Argentina, Brasile
- Aphirape riojana (Mello-Leitão, 1941) — Argentina
- Aphirape riparia Galiano, 1981 — Argentina
- Aphirape uncifera (Tullgren, 1905) — Argentina

## Arachnomura
Arachnomura Mello-Leitão, 1917
- Arachnomura adfectuosa Galiano, 1977 — Argentina
- Arachnomura hieroglyphica Mello-Leitão, 1917[1]   — Brasile

## Arachnotermes
Arachnotermes Mello-Leitão, 1928
- Arachnotermes termitophilus Mello-Leitão, 1928[1] — Brasile

## Araegeus
Araegeus Simon, 1901
- Araegeus fornasinii (Pavesi, 1881) — Mozambico
- Araegeus mimicus Simon, 1901[1] — Sudafrica

## Araneotanna
Araneotanna Özdikmen & Kury, 2006
- Araneotanna ornatipes (Berland, 1938)[1] — Nuove Ebridi

## Arasia
Arasia Simon, 1901
- Arasia eucalypti Gardzinska, 1996 — Nuova Guinea
- Arasia mollicoma (L. Koch, 1880)[1] — Queensland
- Arasia mullion Zabka, 2002 — Nuovo Galles del Sud

## Arnoliseus
Arnoliseus Braul, 2002
- Arnoliseus calcarifer (Simon, 1902)[1] — Brasile
- Arnoliseus graciosa Braul & Lise, 2002 — Brasile

## Artabrus
Artabrus Simon, 1902
- Artabrus erythrocephalus (C. L. Koch, 1846) — Giava, Singapore, Krakatoa

### Specie trasferite
- Artabrus jolensis Simon, 1902;[7]
- Artabrus planipudens (Karsch, 1881);[8]

## Aruana
Aruana Strand, 1911
- Aruana silvicola Strand, 1911[1] — Isole Aru
- Aruana vanstraeleni (Roewer, 1938) — Nuova Guinea

## Aruattus
Aruattus Logunov & Azarkina, 2008
- Aruattus agostii Logunov & Azarkina, 2008[1] - Isole Aru, Indonesia

## Asaphobelis
Asaphobelis Simon, 1902
- Asaphobelis physonychus Simon, 1902[1] — Brasile

## Asaracus
Asaracus C. L. Koch, 1846
- Asaracus megacephalus C. L. Koch, 1846[1] — Brasile
- Asaracus modestissimus (Caporiacco, 1947) — Guyana
- Asaracus roeweri Caporiacco, 1947 — Guyana
- Asaracus rufociliatus (Simon, 1902) — Brasile, Guyana
- Asaracus semifimbriatus (Simon, 1902) — Brasile
- Asaracus venezuelicus (Caporiacco, 1955) — Venezuela

### Specie trasferite
- Asaracus pauciaculeis Caporiacco, 1947;[9].

## Ascyltus
Ascyltus Karsch, 1878
- Ascyltus audax (Rainbow, 1897) — Funafuti (Tuvalu)
- Ascyltus divinus Karsch, 1878 — Queensland, Isole Figi
- Ascyltus ferox (Rainbow, 1897) — Funafuti (Tuvalu)
- Ascyltus lautus (Keyserling, 1881) — Nuova Guinea, Isole Samoa
- Ascyltus minahassae Merian, 1911 — Celebes
- Ascyltus opulentus (Walckenaer, 1837) — Isole Tonga
- Ascyltus pterygodes (L. Koch, 1865)[1] — Isole del Pacifico
- Ascyltus rhizophora Berry, Beatty & Prószynski, 1997 — Isole Figi
- Ascyltus similis Berry, Beatty & Prószynski, 1997 — Isole Figi, Isole Samoa

## Asemonea
Asemonea O. P.-Cambridge, 1869

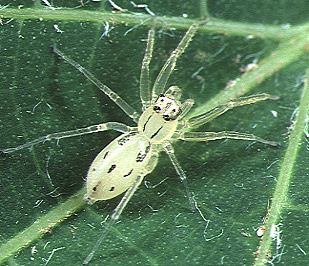
Asemonea tanikawai, femmina

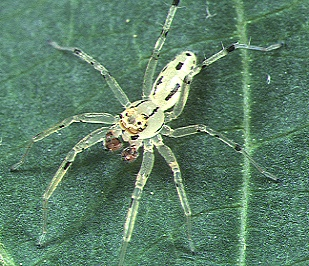
Asemonea tanikawai, maschio

- Asemonea crinita Wanless, 1980 — Costa d'Avorio
- Asemonea cristata Thorell, 1895 — Birmania
- Asemonea cuprea Wesolowska, 2009 — Zambia
- Asemonea fimbriata Wanless, 1980 — Angola
- Asemonea flava Wesolowska, 2001 — Kenya
- Asemonea liberiensis Wanless, 1980 — Liberia
- Asemonea maculata Wanless, 1980 — Costa d'Avorio
- Asemonea minuta Wanless, 1980 — Angola
- Asemonea murphyae Wanless, 1980 — Kenya
- Asemonea ornatissima Peckham & Wheeler, 1889 — Madagascar
- Asemonea pallida Wesolowska, 2001 — Kenya
- Asemonea picta Thorell, 1895 — Birmania
- Asemonea pinangensis Wanless, 1980 — Malesia
- Asemonea pulchra Berland & Millot, 1941 — Africa centrale e occidentale
- Asemonea santinagarensis (Biswas & Biswas, 1992) — India
- Asemonea serrata Wesolowska, 2001 — Kenya
- Asemonea sichuanensis Song & Chai, 1992 — Cina
- Asemonea stella Wanless, 1980 — Kenya, Tanzania, Queensland
- Asemonea tanikawai Ikeda, 1996 — Okinawa (Giappone)
- Asemonea tenuipes (O. P.-Cambridge, 1869)[1] — dallo Sri Lanka alla Thailandia
- Asemonea trispila Tang, Yin & Peng, 2006 — Cina
- Asemonea virgea Wesolowska & Szűts, 2003 — Congo

## Ashtabula
Ashtabula Peckham & Peckham, 1894
- Ashtabula bicristata (Simon, 1901) — Venezuela
- Ashtabula cuprea Mello-Leitão, 1946 — Uruguay
- Ashtabula dentata F. O. P.-Cambridge, 1901 — dal Guatemala a Panama
- Ashtabula dentichelis Simon, 1901 — Venezuela
- Ashtabula furcillata Crane, 1949 — Venezuela
- Ashtabula glauca Simon, 1901 — Messico
- Ashtabula montana Chickering, 1946 — Panama
- Ashtabula sexguttata Simon, 1901 — Brasile
- Ashtabula zonura Peckham & Peckham, 1894[1]— Colombia

## Asianellus
Asianellus Logunov & Heciak, 1996

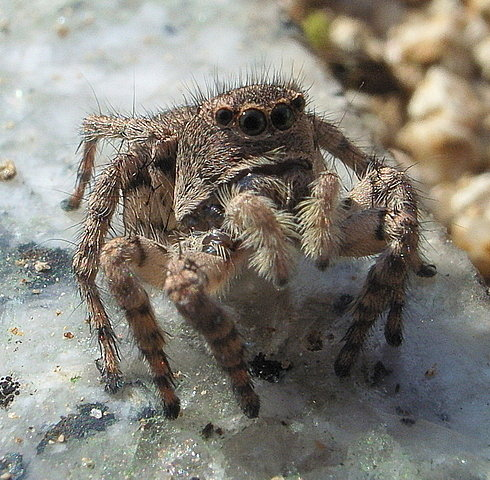
Asianellus festivus

- Asianellus festivus (C. L. Koch, 1834)[1] — Regione paleartica
- Asianellus kazakhstanicus Logunov & Heciak, 1996 — Kazakistan, Russia, Cina
- Asianellus kuraicus Logunov & Marusik, 2000 — Russia
- Asianellus ontchalaan Logunov & Heciak, 1996 — Russia
- Asianellus potanini (Schenkel, 1963) — dal Kazakistan alla Cina

## Astia
Astia L.Koch, 1879
- Astia colemani Wanless, 1988 — Queensland
- Astia hariola L.Koch, 1879[1] — Queensland, Nuovo Galles del Sud
- Astia nodosa L.Koch, 1879 — Queensland

## Astilodes
Astilodes Zabka, 2009
- Astilodes mariae Zabka, 2009[1] — Australia (Queensland)

## Atelurius
Atelurius Simon, 1901
- Atelurius segmentatus Simon, 1901[1] — Venezuela, Brasile

## Athamas
Athamas O. P.-Cambridge, 1877
- Athamas debakkeri Szűts, 2003 — Nuova Irlanda
- Athamas guineensis Jendrzejewska, 1995 — Nuova Guinea
- Athamas kochi Jendrzejewska, 1995 — Tahiti
- Athamas nitidus Jendrzejewska, 1995 — Nuova Guinea
- Athamas tahitensis Jendrzejewska, 1995 — Tahiti
- Athamas whitmeei O. P.-Cambridge, 1877[1] — Nuove Ebridi, Polinesia

## Atomosphyrus
Atomosphyrus Simon, 1902
- Atomosphyrus breyeri Galiano, 1966 — Argentina
- Atomosphyrus tristiculus Simon, 1902[1] — Cile

## Attidops
Attidops Banks, 1905

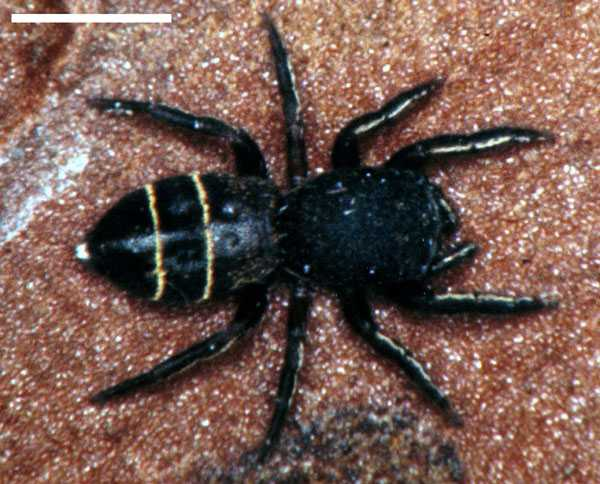
Attidops nickersoni, femmina

- Attidops cinctipes (Banks, 1900) — USA
- Attidops cutleri Edwards, 1999 — USA, Messico
- Attidops nickersoni Edwards, 1999 — USA
- Attidops youngi (Peckham & Peckham, 1888)[1] — USA, Canada

## Attulus
Attulus Simon, 1889
- Attulus helveolus (Simon, 1871)[1] — Europa (Francia, Spagna, Portogallo)

## Augustaea
Augustaea Szombathy, 1915
- Augustaea formicaria Szombathy, 1915[1] — Singapore

## Avarua
Avarua Marples, 1955
- Avarua satchelli Marples, 1955[1] — Isole Cook

## Avitus
Avitus Peckham & Peckham, 1896
- Avitus anumbi Mello-Leitão, 1940 — Brasile
- Avitus castaneonotatus Mello-Leitão, 1939 — Argentina
- Avitus diolenii Peckham & Peckham, 1896[1] — Panama
- Avitus longidens Simon, 1901 — Argentina
- Avitus taylori (Peckham & Peckham, 1901) — Giamaica
- Avitus variabilis Mello-Leitão, 1945 — Argentina

## Bacelarella
Bacelarella Berland & Millot, 1941
- Bacelarella conjugans Szűts & Jocqué, 2001 — Costa d'Avorio
- Bacelarella dracula Szűts & Jocqué, 2001 — Costa d'Avorio
- Bacelarella fradei Berland & Millot, 1941[1] — Africa occidentale, Congo, Malawi
- Bacelarella iactans Szűts & Jocqué, 2001 — Costa d'Avorio
- Bacelarella pavida Szűts & Jocqué, 2001 — Costa d'Avorio
- Bacelarella tanohi Szűts & Jocqué, 2001 — Costa d'Avorio
- Bacelarella tentativa Szűts & Jocqué, 2001 — Costa d'Avorio

## Bagheera
Bagheera Peckham & Peckham, 1896
- Bagheera kiplingi Peckham & Peckham, 1896[1] — Messico, Guatemala
- Bagheera prosper (Peckham & Peckham, 1901) — USA, Messico

## Ballognatha
Ballognatha Caporiacco, 1935
- Ballognatha typica Caporiacco, 1935[1] — Karakorum

## Ballus
Ballus C. L. Koch, 1850

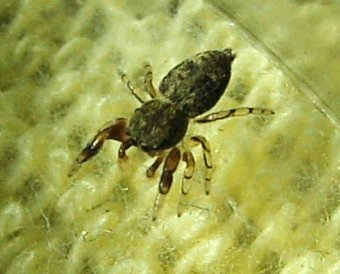
Ballus chalybeius, maschio

- Ballus armadillo (Simon, 1871) — Corsica, Italia
- Ballus chalybeius (Walckenaer, 1802)[1] — Europa, dall'Africa settentrionale all'Asia centrale
- Ballus japonicus Saito, 1939 — Giappone
- Ballus lendli Kolosváry, 1934 — Ungheria
- Ballus piger O. P.-Cambridge, 1876 — Egitto
- Ballus rufipes (Simon, 1868) — Europa, Africa settentrionale
- Ballus segmentatus Simon, 1900 — Sri Lanka
- Ballus sellatus Simon, 1900 — Sri Lanka
- Ballus tabupumensis Petrunkevitch, 1914 — Birmania
- Ballus variegatus Simon, 1876 — dal Portogallo all'Italia

## Balmaceda
Balmaceda Peckham & Peckham, 1894
- Balmaceda anulipes Soares, 1942 — Brasile
- Balmaceda biteniata Mello-Leitão, 1922 — Brasile
- Balmaceda chickeringi Roewer, 1951 — Panama
- Balmaceda modesta (Taczanowski, 1878) — Perù
- Balmaceda nigrosecta Mello-Leitão, 1945 — Argentina
- Balmaceda picta Peckham & Peckham, 1894[1] — dal Guatemala a Panama
- Balmaceda reducta Chickering, 1946 — Panama
- Balmaceda turneri Chickering, 1946 — Panama
- Balmaceda vera Mello-Leitão, 1917 — Brasile

## Banksetosa
Banksetosa Chickering, 1946
- Banksetosa dubia Chickering, 1946[1] — Panama
- Banksetosa notata Chickering, 1946 — Panama

## Baryphas
Baryphas Simon, 1902
- Baryphas ahenus Simon, 1902[1] — Africa meridionale
- Baryphas eupogon Simon, 1902 — São Tomé
- Baryphas jullieni Simon, 1902 — Africa occidentale
- Baryphas scintillans Berland & Millot, 1941 — Costa d'Avorio, Guinea
- Baryphas woodi (Peckham & Peckham, 1902) — Africa meridionale

## Bathippus
Bathippus Thorell, 1892
- Bathippus birmanicus Thorell, 1895 — Birmania
- Bathippus brocchus (Thorell, 1881) — Nuova Guinea
- Bathippus dentiferellus Strand, 1911 — Isole Aru

Bathippus palabuanensis, dettagli anatomici

- Bathippus digitalis Zhang, Song & Li, 2003 — Singapore
- Bathippus dilanians (Thorell, 1881) — Nuova Guinea, Isole Aru
- Bathippus elaphus (Thorell, 1881) — Nuova Guinea
- Bathippus keyensis Strand, 1911 — Isole Kei (Indonesia)
- Bathippus kochi (Simon, 1903) — Arcipelago delle Molucche
- Bathippus latericius (Thorell, 1881) — Nuova Guinea
- Bathippus macilentus Thorell, 1890 — Sumatra
- Bathippus macrognathus (Thorell, 1881)[1] — Nuova Guinea
- Bathippus macroprotopus Pocock, 1898 — Isole Salomone
- Bathippus manicatus Simon, 1902 — Borneo
- Bathippus molossus (Thorell, 1881) — Nuova Guinea
- Bathippus montrouzieri (Lucas, 1869) — Queensland, Nuova Caledonia
- Bathippus morsitans Pocock, 1897 — Borneo
- Bathippus oedonychus (Thorell, 1881) — Nuova Guinea
- Bathippus oscitans (Thorell, 1881) — Nuova Guinea
- Bathippus pahang Zhang, Song & Li, 2003 — Malesia
- Bathippus palabuanensis Simon, 1902 — Giava
- Bathippus papuanus (Thorell, 1881) — Nuova Guinea, Isole Salomone
- Bathippus proboscideus Pocock, 1899 — Nuova Guinea
- Bathippus rechingeri Kulczyński, 1910 — Isole Salomone
- Bathippus rectus Zhang, Song & Li, 2003 — Singapore
- Bathippus ringens (Thorell, 1881) — Nuova Guinea
- Bathippus schalleri Simon, 1902 — Malesia
- Bathippus sedatus Peckham & Peckham, 1907 — Borneo
- Bathippus seltuttensis Strand, 1911 — Isole Aru
- Bathippus semiannulifer Strand, 1911 — Isole Aru, Isole Kei (Indonesia)
- Bathippus shelfordi Peckham & Peckham, 1907 — Borneo
- Bathippus waoranus Strand, 1911 — Isole Kei (Indonesia)

## Bavia
Bavia Simon, 1877

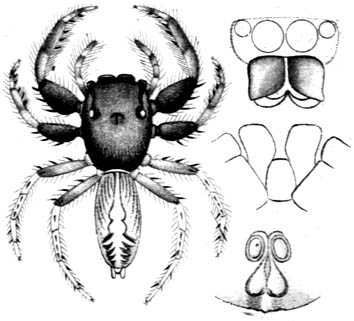
Bavia modesta, disegno anatomico

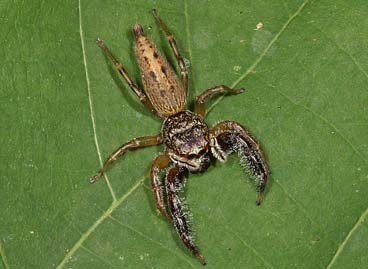
Bavia sexpunctata, femmina

- Bavia aericeps Simon, 1877[1] — dalla Malesia all'Australia, Isole del Pacifico
- Bavia albolineata Peckham & Peckham, 1885 — Madagascar
- Bavia annamita Simon, 1903 — Vietnam
- Bavia capistrata (C. L. Koch, 1846) — Malesia
- Bavia decorata (Thorell, 1890) — Sumatra
- Bavia fedor Berry, Beatty & Prószynski, 1997 — Isole Caroline
- Bavia gabrieli Barrion, 2000 — Filippine
- Bavia hians (Thorell, 1890) — Sumatra
- Bavia intermedia (Karsch, 1880) — Filippine
- Bavia modesta (Keyserling, 1883) — Queensland
- Bavia papakula Strand, 1911 — Isole Aru
- Bavia planiceps (Karsch, 1880) — Filippine
- Bavia sexpunctata (Doleschall, 1859) — Sumatra, dalle Isole Ryukyu all'Australia
- Bavia smedleyi Reimoser, 1929 — Sumatra
- Bavia sonsorol Berry, Beatty & Prószynski, 1997 — Isole Caroline
- Bavia thorelli Simon, 1901 — Celebes
- Bavia valida (Keyserling, 1882) — Queensland, Isole Gilbert

## Baviola
Baviola Simon, 1898
- Baviola braueri Simon, 1898[1]— Isole Seychelles
- Baviola luteosignata Wanless, 1984 — Isole Seychelles
- Baviola vanmoli Wanless, 1984 — Isole Seychelles

## Beata
Beata Peckham & Peckham, 1895
- Beata aenea (Mello-Leitão, 1945) — Brasile, Argentina
- Beata blauveltae Caporiacco, 1947 — Guyana
- Beata cephalica F. O. P.-Cambridge, 1901 — Panama
- Beata cinereonitida Simon, 1902 — Brasile
- Beata fausta (Peckham & Peckham, 1901) — Brasile
- Beata germaini Simon, 1902 — Brasile, Paraguay
- Beata hispida (Peckham & Peckham, 1901) — Messico
- Beata inconcinna (Peckham & Peckham, 1895) — Trinidad
- Beata jubata (C. L. Koch, 1846) — Saint Thomas (mar dei Caraibi)
- Beata longipes (F. O. P.-Cambridge, 1901) — Panama
- Beata lucida (Galiano, 1992) — Argentina
- Beata maccuni (Peckham & Peckham, 1895) — da Panama al Brasile
- Beata magna Peckham & Peckham, 1895[1] — dal Guatemala alla Colombia
- Beata munda Chickering, 1946 — Panama
- Beata octopunctata (Peckham & Peckham, 1893) — Isole Saint Vincent e Grenadine (Piccole Antille)
- Beata pernix (Peckham & Peckham, 1901) — Brasile
- Beata rustica (Peckham & Peckham, 1895) — dal Guatemala al Brasile
- Beata striata Petrunkevitch, 1925 — Panama
- Beata venusta Chickering, 1946 — Panama
- Beata wickhami (Peckham & Peckham, 1894) — USA, Isole Bahama, Cuba
- Beata zeteki Chickering, 1946 — Panama

## Belippo
Belippo Simon, 1910
- Belippo anguina Simon, 1910[1] — São Tomé
- Belippo calcarata (Roewer, 1942) — Bioko (Golfo di Guinea), Angola, Congo
- Belippo cygniformis Wanless, 1978 — Ghana
- Belippo ibadan Wanless, 1978 — Nigeria
- Belippo milloti (Lessert, 1942) — Congo
- Belippo nexilis (Simon, 1910) — São Tomé
- Belippo viettei (Kraus, 1960) — São Tomé

## Belliena
Belliena Simon, 1902
- Belliena biocellosa Simon, 1902[1] — Venezuela
- Belliena flavimana Simon, 1902 — Venezuela
- Belliena phalerata Simon, 1902 — Venezuela
- Belliena scotti Hogg, 1918 — Trinidad

## Bellota
Bellota Peckham & Peckham, 1892
- Bellota fascialis Dyal, 1935 — Pakistan
- Bellota formicina (Taczanowski, 1878) — Perù
- Bellota livida Dyal, 1935 — Pakistan
- Bellota micans Peckham & Peckham, 1909 — USA
- Bellota modesta (Chickering, 1946) — Panama
- Bellota peckhami Galiano, 1978[1]  — Venezuela
- Bellota violacea Galiano, 1972 — Brasile
- Bellota wheeleri Peckham & Peckham, 1909 — USA
- Bellota yacui Galiano, 1972 — Argentina

## Bianor
Bianor Peckham & Peckham, 1886
- Bianor albobimaculatus (Lucas, 1846) — Africa meridionale, dal Mediterraneo all'Asia centrale
- Bianor angulosus (Karsch, 1879) — Sri Lanka, dall'India alla Cina, Vietnam, Indonesia
- Bianor biguttatus Wesolowska & van Harten, 2002 — Socotra
- Bianor biocellosus Simon, 1902 — Brasile
- Bianor compactus (Urquhart, 1885) — Nuova Zelanda
- Bianor concolor (Keyserling, 1882) — Nuovo Galles del Sud
- Bianor diversipes Simon, 1901 — Malesia
- Bianor eximius Wesolowska & Haddad, 2009 — Sudafrica
- Bianor fasciatus Mello-Leitão, 1922 — Brasile
- Bianor ghigii (Caporiacco, 1949) — Kenya
- Bianor hongkong Song et al., 1997 — Hong Kong
- Bianor incitatus Thorell, 1890 — dall'India alla Cina, Giava, Sumatra, Isole Caroline
- Bianor kovaczi Logunov, 2001 — Etiopia
- Bianor maculatus (Keyserling, 1883)[1] — Australia, Nuova Zelanda
- Bianor monster Zabka, 1985 — Vietnam
- Bianor murphyi Logunov, 2001 — Kenya
- Bianor narmadaensis (Tikader, 1975) — India
- Bianor nexilis Jastrzebski, 2007 — Bhutan
- Bianor orientalis (Dönitz & Strand, 1906) — Giappone
- Bianor pashanensis (Tikader, 1975) — India
- Bianor paulyi Logunov, 2009 — Madagascar, isole Comore
- Bianor pseudomaculatus Logunov, 2001 — India, Vietnam
- Bianor punjabicus Logunov, 2001 — India, Afghanistan
- Bianor quadrimaculatus (Lawrence, 1927) — Namibia
- Bianor senegalensis Logunov, 2001 — Senegal
- Bianor simplex (Blackwall, 1865) — Isole Capo Verde
- Bianor tortus Jastrzebski, 2007 — India, Nepal
- Bianor vitiensis Berry, Beatty & Prószynski, 1996 — Isole Figi
- Bianor wunderlichi Logunov, 2001 — Isole Canarie, Isole Azzorre

## Bindax
Bindax Thorell, 1892
- Bindax chalcocephalus (Thorell, 1877)[1] — Celebes
- Bindax oscitans (Pocock, 1898) — Isole Salomone

## Bocus
Bocus Peckham & Peckham, 1892
- Bocus angusticollis Deeleman-Reinhold & Floren, 2003 — Borneo
- Bocus excelsus Peckham & Peckham, 1892[1] — Filippine
- Bocus philippinensis Wanless, 1978 — Filippine

## Bokokius
Bokokius Roewer, 1942
- Bokokius penicillatus Roewer, 1942[1] — Bioko (Golfo di Guinea)

## Brancus
Brancus Simon, 1902
- Brancus bevisi Lessert, 1925 — Guinea, Sudafrica
- Brancus blaisei Simon, 1902 — Africa occidentale
- Brancus hemmingi Caporiacco, 1949 — Kenya
- Brancus muticus Simon, 1902[1] — Africa centrale e occidentale
- Brancus poecilus Caporiacco, 1949 — Kenya
- Brancus verdieri Berland & Millot, 1941 — Guinea

## Breda
Breda Peckham & Peckham, 1894
- Breda apicalis Simon, 1901 — Brasile
- Breda bicruciata (Mello-Leitão, 1943) — Brasile
- Breda bistriata (C. L. Koch, 1846) — Brasile
- Breda flavostriata Simon, 1901 — Brasile
- Breda jovialis (L. Koch, 1879) — Australia, Tasmania
- Breda leucoprocta Mello-Leitão, 1940 — Guyana
- Breda lubomirskii (Taczanowski, 1878) — Perù
- Breda milvina (C. L. Koch, 1846)[1] — Panama, Trinidad, Brasile
- Breda notata Chickering, 1946 — Panama
- Breda oserictops (Mello-Leitão, 1941) — Argentina
- Breda quinquedentata Badcock, 1932 — Paraguay
- Breda spinimanu (Mello-Leitão, 1941) — Argentina
- Breda tristis Mello-Leitão, 1944 — Argentina
- Breda variolosa Simon, 1901 — Brasile

## Bredana
Bredana Gertsch, 1936
- Bredana alternata Gertsch, 1936 — USA
- Bredana complicata Gertsch, 1936[1] — USA

## Brettus
Brettus Thorell, 1895
- Brettus adonis Simon, 1900 — Sri Lanka
- Brettus albolimbatus Simon, 1900 — India, Cina
- Brettus anchorum Wanless, 1979 — India, Nepal
- Brettus celebensis (Merian, 1911) — Celebes
- Brettus cingulatus Thorell, 1895[1] — Birmania
- Brettus madagascarensis (Peckham & Peckham, 1903) — Madagascar
- Brettus storki Logunov & Azarkina, 2008 — Borneo

## Bristowia
Bristowia Reimoser, 1934
- Bristowia afra Szuts, 2004 — Congo
- Bristowia heterospinosa Reimoser, 1934[1] — India, Cina, Corea, Vietnam, Giappone, Krakatoa (Indonesia)

## Bryantella
Bryantella Chickering, 1946
- Bryantella smaragdus (Crane, 1945) — da Panama all'Argentina
- Bryantella speciosa Chickering, 1946[1]  — da Panama al Brasile

## Bulolia
Bulolia Zabka, 1996
- Bulolia excentrica Zabka, 1996 — Nuova Guinea
- Bulolia ocellata Zabka, 1996[1] — Nuova Guinea

## Burmattus
Burmattus Prószynski, 1992

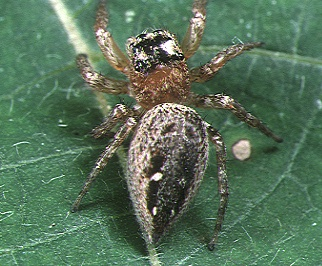
Burmattus pococki, femmina

- Burmattus albopunctatus (Thorell, 1895) — Birmania
- Burmattus pachytibialis Prószynski & Deeleman-Reinhold, 2010 — isola di Sumbawa
- Burmattus pococki (Thorell, 1895)[1] — dal Birmania alla Cina, Giappone, Vietnam
- Burmattus sinicus Prószynski, 1992 — Cina

## Bythocrotus
Bythocrotus Simon, 1903
- Bythocrotus cephalotes (Simon, 1888)[1] — Hispaniola

## Canama
Canama Simon, 1903
- Canama dorcas (Thorell, 1881) — Arcipelago delle Molucche
- Canama forceps (Doleschall, 1859)[1] — Nuova Guinea
- Canama hinnulea (Thorell, 1881) — Queensland
- Canama inquirenda Strand, 1911 — Isole Kei (Indonesia)
- Canama lacerans (Thorell, 1881) — Malesia
- Canama rutila Peckham & Peckham, 1907 — Borneo

## Capeta
Capeta Ruiz & Brescovit, 2005
- Capeta cachimbo Ruiz & Brescovit, 2006 — Brasile
- Capeta tridens Ruiz & Brescovit, 2005[1] — Brasile

## Capidava
Capidava Simon, 1902
- Capidava annulipes Caporiacco, 1947 — Guyana
- Capidava auriculata Simon, 1902 — Brasile
- Capidava biuncata Simon, 1902 — Brasile
- Capidava dubia Caporiacco, 1947 — Guyana
- Capidava rufithorax Simon, 1902 — Perù
- Capidava saxatilis Soares & Camargo, 1948 — Brasile
- Capidava uniformis Mello-Leitão, 1940
- Capidava variegata Caporiacco, 1954[10] — Guyana francese

## Carabella
Carabella Chickering, 1946
- Carabella banksi Chickering, 1946[1] — Panama
- Carabella insignis (Banks, 1929) — Panama

## Caribattus
Caribattus Bryant, 1950
- Caribattus inutilis (Peckham & Peckham, 1901)[1] — Giamaica

## Carrhotus
Carrhotus Thorell, 1891

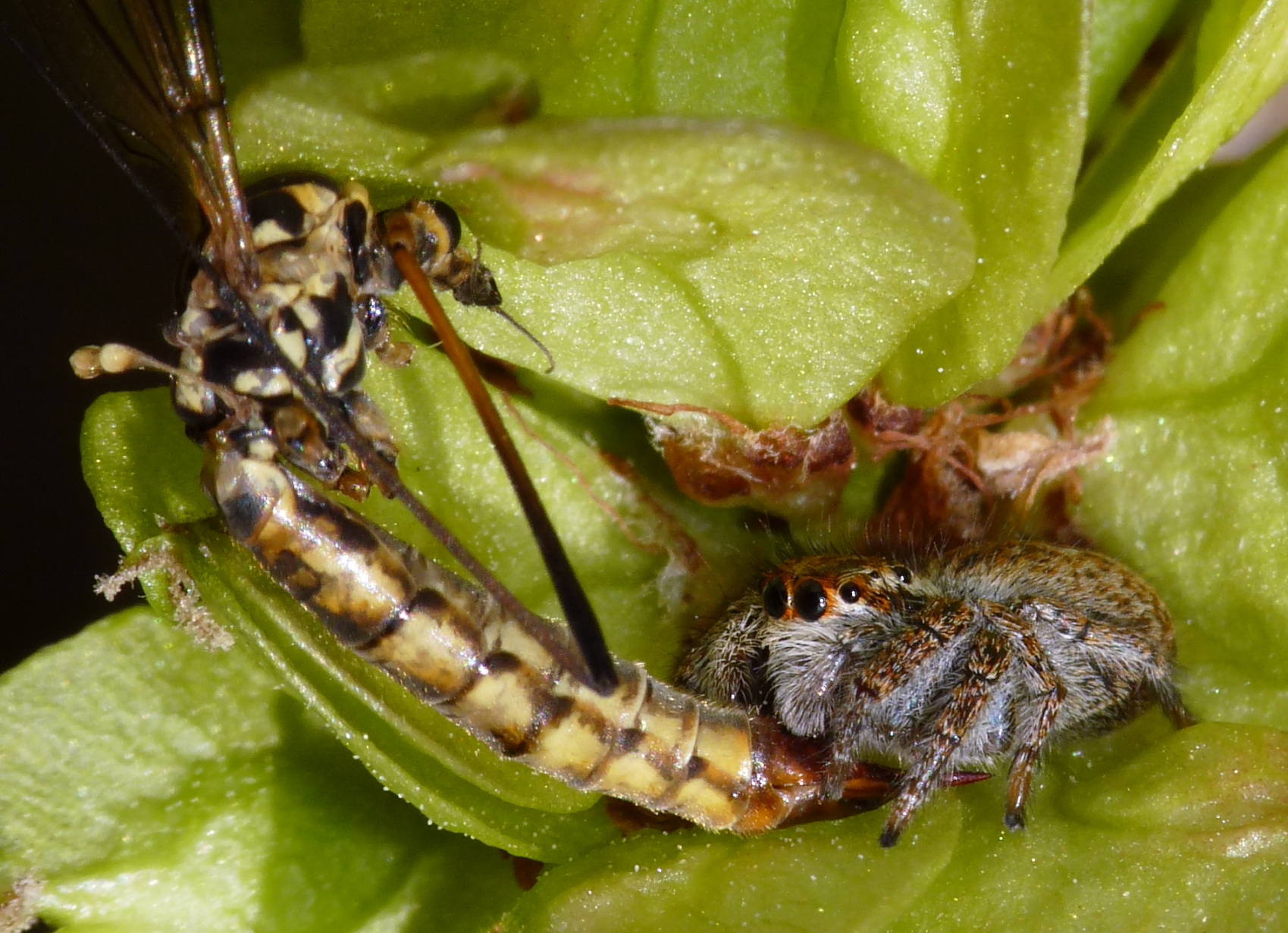
Carrhotus xanthogramma, femmina, mentre preda un tipulide

- Carrhotus aeneochelis Strand, 1907 — Giava
- Carrhotus affinis Caporiacco, 1934 — Libia
- Carrhotus albolineatus (C. L. Koch, 1846) — Giava
- Carrhotus barbatus (Karsch, 1880) — Filippine
- Carrhotus bellus Wanless, 1984 — Isole Seychelles
- Carrhotus catagraphus Jastrzebski, 1999 — Nepal
- Carrhotus coronatus (Simon, 1885) — Cina, dal Vietnam a Giava

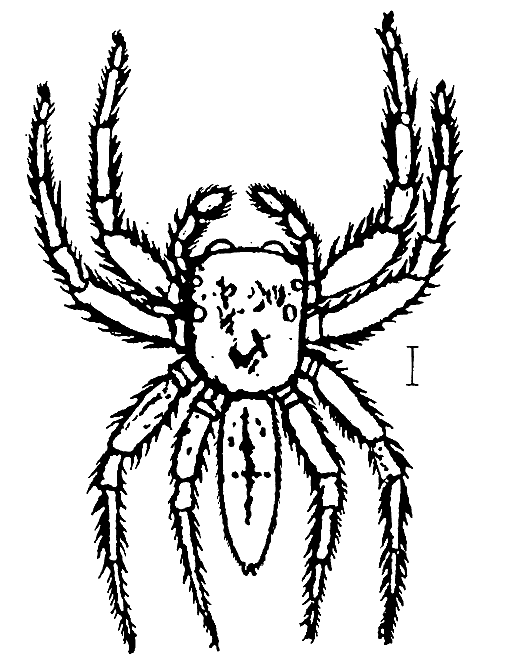
Carrhotus sannio, maschio, visto dall'alto

- Carrhotus erus Jastrzebski, 1999 — Nepal
- Carrhotus harringtoni Prószynski, 1992 — Madagascar
- Carrhotus kamjeensis Jastrzebski, 1999 — Bhutan
- Carrhotus malayanus Prószynski, 1992 — Malaysia
- Carrhotus occidentalis (Denis, 1947) — Egitto
- Carrhotus olivaceus (Peckham & Peckham, 1907) — Borneo
- Carrhotus operosus Jastrzebski, 1999 — Nepal
- Carrhotus pulchellus (Thorell, 1895) — Birmania
- Carrhotus samchiensis Jastrzebski, 1999 — Bhutan
- Carrhotus sannio (Thorell, 1877) — Isola Réunion, dall'India a Celebes
- Carrhotus s-bulbosus Jastrzebski, 2009 — Nepal
- Carrhotus scriptus Simon, 1902 — Gabon
- Carrhotus singularis Simon, 1902 — Sudafrica
- Carrhotus subaffinis Caporiacco, 1947 — Etiopia
- Carrhotus sufflavus Jastrzebski, 2009 — Bhutan
- Carrhotus sundaicus Prószynski & Deeleman-Reinhold, 2010 — Lombok
- Carrhotus taprobanicus Simon, 1902 — Sri Lanka
- Carrhotus tristis Thorell, 1895 — India, Birmania
- Carrhotus viduus (C. L. Koch, 1846)[1] — dall'India alla Cina, Giava
- Carrhotus xanthogramma (Latreille, 1819) — Regione paleartica

## Cavillator
Cavillator Wesolowska, 2000
- Cavillator longipes Wesolowska, 2000[1] — Zimbabwe

## Ceglusa
Ceglusa Thorell, 1895
- Ceglusa polita Thorell, 1895[1] — Birmania

## Cembalea
Cembalea Wesolowska, 1993
- Cembalea affinis Rollard & Wesolowska, 2002 — Guinea
- Cembalea heteropogon (Simon, 1910) — Africa meridionale
- Cembalea plumosa (Lessert, 1925)[1] — Tanzania, Sudafrica

## Ceriomura
Ceriomura Simon, 1901
- Ceriomura cruenta (Peckham & Peckham, 1894)[1] — Brasile
- Ceriomura perita (Peckham & Peckham, 1894) — Perù

## Cerionesta
Cerionesta Simon, 1901
- Cerionesta luteola (Peckham & Peckham, 1893)[1] — Isola Saint Vincent (Piccole Antille)

### Specie trasferite
- Cerionesta leucomystax Caporiacco, 1947[11]

## Chalcolecta
Chalcolecta Simon, 1884
- Chalcolecta bitaeniata Simon, 1884 — Arcipelago delle Molucche, Celebes
- Chalcolecta dimidiata Simon, 1884[1] — Arcipelago delle Molucche
- Chalcolecta prensitans (Thorell, 1881) — Nuova Guinea, Queensland

## Chalcoscirtus
Chalcoscirtus Bertkau, 1880
- Chalcoscirtus alpicola (L. Koch, 1876) — Regione olartica
- Chalcoscirtus ansobicus Andreeva, 1976 — Tagikistan
- Chalcoscirtus atratus (Thorell, 1875) — Europa
- Chalcoscirtus bortolgois Logunov & Marusik, 1999 — Mongolia
- Chalcoscirtus brevicymbialis Wunderlich, 1980 — Germania, dall'Austria al Kazakistan
- Chalcoscirtus carbonarius Emerton, 1917 — USA, Canada, Russia
- Chalcoscirtus catherinae Prószynski, 2000 — Egitto, Israele
- Chalcoscirtus charynensis Logunov & Marusik, 1999 — Kazakistan
- Chalcoscirtus diminutus (Banks, 1896) — USA
- Chalcoscirtus flavipes Caporiacco, 1935 — Tagikistan, Karakorum
- Chalcoscirtus fulvus Saito, 1939 — Giappone
- Chalcoscirtus glacialis Caporiacco, 1935 — dalla Russia all'India e all'Alaska
  - Chalcoscirtus glacialis sibiricus Marusik, 1991 — Russia
- Chalcoscirtus grishkanae Marusik, 1988 — Russia
- Chalcoscirtus helverseni Metzner, 1999 — Grecia
- Chalcoscirtus hosseinieorum Logunov, Marusik & Mozaffarian, 2002 — Iran
- Chalcoscirtus hyperboreus Marusik, 1991 — Russia
- Chalcoscirtus infimus (Simon, 1868)[1] — dall'Europa centrale e meridionale all'Asia centrale
- Chalcoscirtus iranicus Logunov & Marusik, 1999 — Iran
- Chalcoscirtus janetscheki (Denis, 1957) — Spagna
- Chalcoscirtus jerusalemicus Prószynski, 2000 — Israele
- Chalcoscirtus kamchik Marusik, 1991 — Uzbekistan
- Chalcoscirtus karakurt Marusik, 1991 — Asia centrale
- Chalcoscirtus kirghisicus Marusik, 1991 — Kirghizistan
- Chalcoscirtus koponeni Logunov & Marusik, 1999 — Russia
- Chalcoscirtus lepidus Wesolowska, 1996 — Asia centrale
- Chalcoscirtus martensi Zabka, 1980 — Asia centrale, Nepal, India, Cina
- Chalcoscirtus michailovi Logunov & Marusik, 1999 — Kazakistan
- Chalcoscirtus minutus Marusik, 1990 — Tagikistan
- Chalcoscirtus molo Marusik, 1991 — Kirghizistan
- Chalcoscirtus nenilini Marusik, 1990 — Kirghizistan
- Chalcoscirtus nigritus (Thorell, 1875) — Regione paleartica
- Chalcoscirtus paraansobicus Marusik, 1990 — Russia, Asia centrale
- Chalcoscirtus parvulus Marusik, 1991 — dalla Turchia all'Asia centrale
- Chalcoscirtus platnicki Marusik, 1995 — Kazakistan
- Chalcoscirtus pseudoinfimus Ovtsharenko, 1978 — Georgia
- Chalcoscirtus rehobothicus (Strand, 1915) — Israele
- Chalcoscirtus sublestus (Blackwall, 1867) — Madeira
- Chalcoscirtus talturaensis Logunov & Marusik, 2000 — Russia
- Chalcoscirtus tanasevichi Marusik, 1991 — Asia centrale
- Chalcoscirtus tanyae Logunov & Marusik, 1999 — Russia
- Chalcoscirtus vietnamensis Zabka, 1985 — Vietnam
- Chalcoscirtus zyuzini Marusik, 1991 — Asia centrale

## Chalcotropis
Chalcotropis Simon, 1902
- Chalcotropis acutefrenata Simon, 1902[1] — Giava
- Chalcotropis caelodentata Merian, 1911 — Celebes
- Chalcotropis caeruleus (Karsch, 1880)[12] — Filippine
- Chalcotropis celebensis Merian, 1911 — Celebes
- Chalcotropis decemstriata Simon, 1902 — Filippine
- Chalcotropis insularis (Keyserling, 1881) — Isole Tonga
- Chalcotropis luceroi Barrion & Litsinger, 1995 — Filippine
- Chalcotropis pennata Simon, 1902 — India
- Chalcotropis praeclara Simon, 1902 — Filippine
- Chalcotropis radiata Simon, 1902 — Celebes

## Chapoda
Chapoda Peckham & Peckham, 1896
- Chapoda festiva Peckham & Peckham, 1896[1] — Guatemala, Panama, Brasile
- Chapoda inermis (F. O. P.-Cambridge, 1901) — dal Messico a Panama
- Chapoda Panamana Chickering, 1946 — Panama
- Chapoda peckhami Banks, 1929 — Panama

## Charippus
Charippus Thorell, 1895
- Charippus errans Thorell, 1895[1] — Birmania

## Cheliceroides
Cheliceroides Zabka, 1985
- Cheliceroides longipalpis Zabka, 1985[1] — Cina, Vietnam

## Cheliferoides

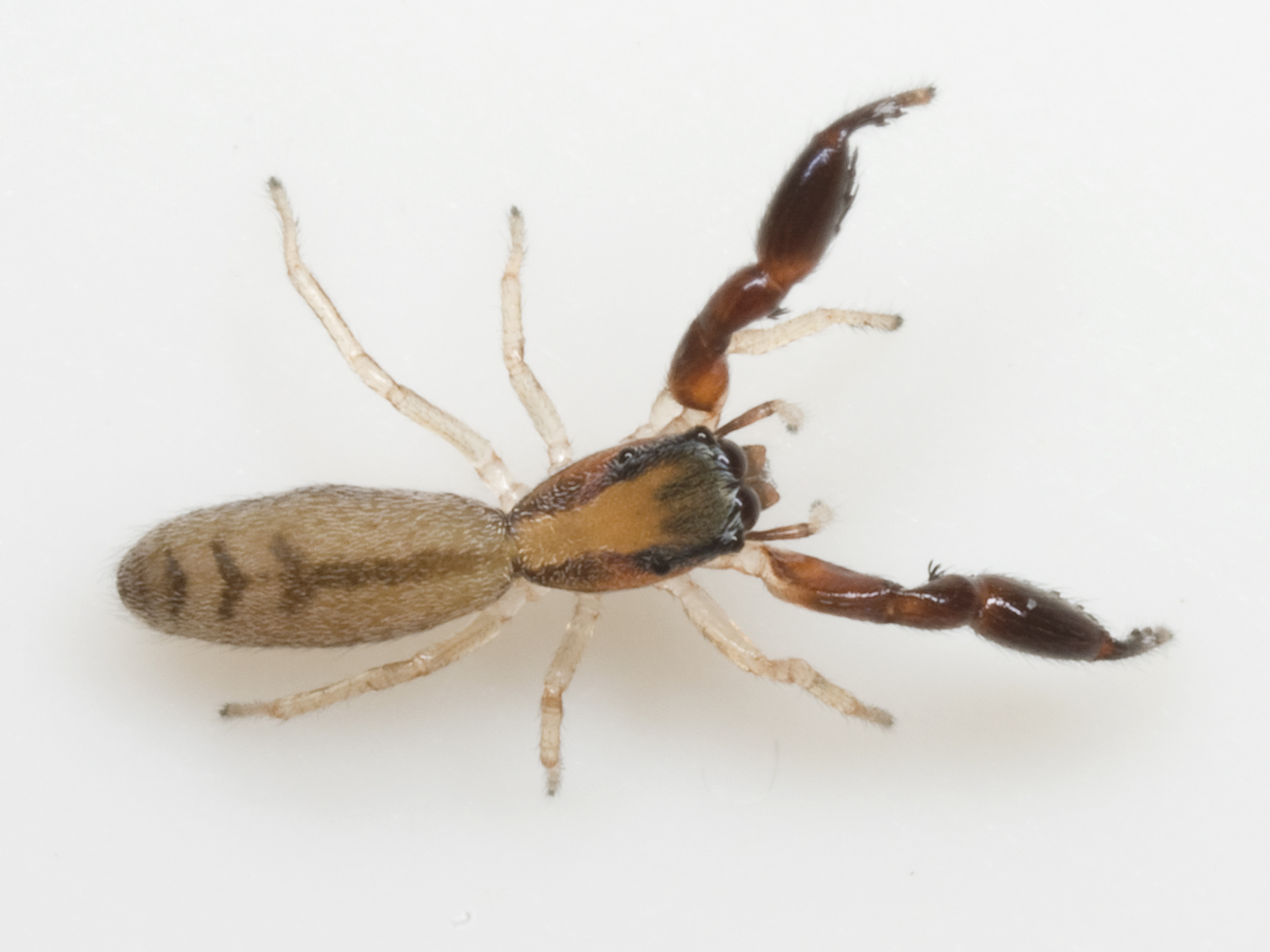
Cheliferoides longimanus

Cheliferoides F. O. P.-Cambridge, 1901
- Cheliferoides longimanus Gertsch, 1936 — USA
- Cheliferoides planus Chickering, 1946 — Panama
- Cheliferoides segmentatus F. O. P.-Cambridge, 1901[1] — dagli USA al Guatemala

## Chinattus
Chinattus Logunov, 1999
- Chinattus caucasicus Logunov, 1999 — Iran, Asia centrale
- Chinattus chichila Logunov, 2003 — Nepal
- Chinattus emeiensis (Peng & Xie, 1995) — Cina
- Chinattus furcatus (Xie, Peng & Kim, 1993) — Cina
- Chinattus parvulus (Banks, 1895) — USA, Canada
- Chinattus sinensis (Prószynski, 1992) — Cina
- Chinattus taiwanensis Bao & Peng, 2002 — Taiwan
- Chinattus tibialis (Zabka, 1985) — Cina, Vietnam
- Chinattus undulatus (Song & Chai, 1992)[1] — Cina
- Chinattus validus (Xie, Peng & Kim, 1993) — Cina
- Chinattus wulingensis (Peng & Xie, 1995) — Cina
- Chinattus wulingoides (Peng & Xie, 1995) — Cina

## Chinoscopus
Chinoscopus Simon, 1901
- Chinoscopus ernsti (Simon, 1900) — Venezuela
- Chinoscopus flavus (Peckham, Peckham & Wheeler, 1889) — Panama, Colombia
- Chinoscopus gracilis (Taczanowski, 1872)[1] — Ecuador, Brasile, Guyana francese
- Chinoscopus maculipes Crane, 1943 — Trinidad, Venezuela, Brasile, Guyana, Ecuador

## Chira
Chira Peckham & Peckham, 1896
- Chira distincta Bauab, 1983 — Brasile
- Chira fagei Caporiacco, 1947 — Guyana
- Chira flavescens Caporiacco, 1947 — Guyana
- Chira gounellei (Simon, 1902) — Brasile, Paraguay, Argentina
- Chira guianensis (Taczanowski, 1871) — dal Perù alla Guyana
- Chira lanei Soares & Camargo, 1948 — Brasile
- Chira lucina Simon, 1902 — Brasile, Guyana
- Chira micans (Simon, 1902) — Brasile, Paraguay
- Chira reticulata (Mello-Leitão, 1943) — Brasile
- Chira simoni Galiano, 1961 — Brasile, Paraguay
- Chira spinipes (Taczanowski, 1871) — dal Perù alla Guyana
- Chira spinosa (Mello-Leitão, 1939) — dall'Honduras all'Argentina
- Chira superba Caporiacco, 1947 — Guyana
- Chira thysbe Simon, 1902 — Brasile, Guyana
- Chira trivittata (Taczanowski, 1871)[1] — dal Guatemala alla Bolivia
- Chira typica (Mello-Leitão, 1930) — Brasile

## Chirothecia
Chirothecia Taczanowski, 1878
- Chirothecia amazonica Simon, 1901 — Brasile
- Chirothecia botucatuensis Bauab, 1980 — Brasile
- Chirothecia clavimana (Taczanowski, 1871)[1] — Brasile, Guyana
- Chirothecia crassipes Taczanowski, 1878 — Perù
- Chirothecia daguerrei Galiano, 1972 — Argentina
- Chirothecia euchira (Simon, 1901) — Brasile, Argentina
- Chirothecia minima Mello-Leitão, 1943 — Argentina
- Chirothecia rosea (F. O. P.-Cambridge, 1901) — Panama
- Chirothecia semiornata Simon, 1901 — Brasile
- Chirothecia soaresi Bauab, 1980 — Brasile
- Chirothecia soesilae Makhan, 2006 — Suriname
- Chirothecia uncata Soares & Camargo, 1948 — Brasile
- Chirothecia wrzesniowskii Taczanowski, 1878 — Ecuador

## Chloridusa
Chloridusa Simon, 1902
- Chloridusa viridiaurea Simon, 1902[1] — Perù, Brasile

## Chrysilla
Chrysilla Thorell, 1887
- Chrysilla albens Dyal, 1935 — Pakistan
- Chrysilla deelemani Prószynski & Deeleman-Reinhold, 2010 — isola di Lombok (Isole della Sonda)
- Chrysilla delicata Thorell, 1892 — Birmania
- Chrysilla doriai Thorell, 1890 — Sumatra
- Chrysilla kolosvaryi Caporiacco, 1947 — Africa orientale
- Chrysilla lauta Thorell, 1887[1] — dal Birmania alla Cina, Vietnam
- Chrysilla pilosa (Karsch, 1878) — Nuovo Galles del Sud

## Clynotis
Clynotis Simon, 1901

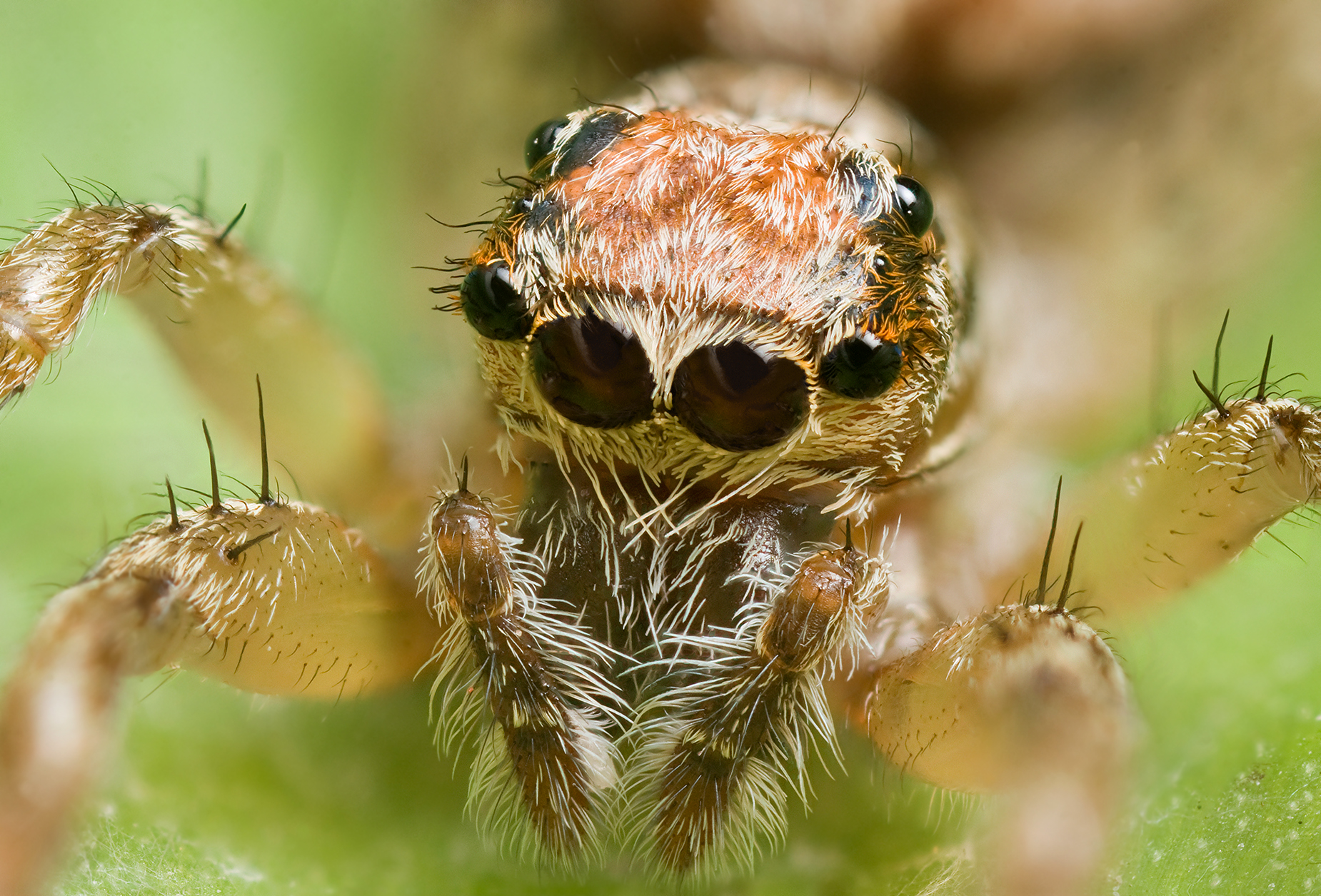
Clynotis severus, femmina, pattern oculare

- Clynotis albobarbatus (L. Koch, 1879) — Queensland, Nuovo Galles del Sud
- Clynotis archeyi (Berland, 1931) — Isole Auckland
- Clynotis barresi Hogg, 1909 — Nuova Zelanda
- Clynotis knoxi Forster, 1964 — Isole Snares (Nuova Zelanda)
- Clynotis saxatilis (Urquhart, 1886) — Nuova Zelanda
- Clynotis semiater (L. Koch, 1879) — Queensland
- Clynotis semiferrugineus (L. Koch, 1879) — Queensland
- Clynotis severus (L. Koch, 1879)[1] — Australia

## Clynotoides
Clynotoides Mello-Leitão, 1944
- Clynotoides dorae Mello-Leitão, 1944[1] — Argentina

## Cobanus
Cobanus F. O. P.-Cambridge, 1900
- Cobanus beebei Petrunkevitch, 1914 — Borneo
- Cobanus bifurcatus Chickering, 1946 — Panama
- Cobanus cambridgei (Bryant, 1943) — Hispaniola
- Cobanus cambridgei Chickering, 1946[13]— Panama
- Cobanus electus Chickering, 1946 — Panama
- Cobanus erythrocras Chamberlin & Ivie, 1936 — Panama
- Cobanus extensus (Peckham & Peckham, 1896)[1] — Panama
- Cobanus flavens (Peckham & Peckham, 1896) — Panama
- Cobanus guianensis (Caporiacco, 1947)[14] — Guyana
- Cobanus incurvus Chickering, 1946 — Panama
- Cobanus mandibularis (Peckham & Peckham, 1896) — Panama
- Cobanus obscurus Chickering, 1946 — Panama
- Cobanus perditus (Banks, 1898) — Messico
- Cobanus scintillans Crane, 1943 — Venezuela
- Cobanus seclusus Chickering, 1946 — Panama
- Cobanus subfuscus F. O. P.-Cambridge, 1900 — Costa Rica, Panama
- Cobanus unicolor F. O. P.-Cambridge, 1900 — Costa Rica, Panama

## Cocalodes
Cocalodes Pocock, 1897
- Cocalodes cygnatus Wanless, 1982 — Indonesia
- Cocalodes expers Wanless, 1982 — Nuova Guinea
- Cocalodes innotabilis Wanless, 1982 — Nuova Guinea
- Cocalodes leptopus Pocock, 1897[1] — Indonesia
- Cocalodes longicornis Wanless, 1982 — Nuova Guinea
- Cocalodes longipes (Thorell, 1881) — Indonesia, Nuova Guinea
- Cocalodes macellus (Thorell, 1878) — Indonesia, Nuova Guinea
- Cocalodes papuanus Simon, 1900 — Nuova Guinea
- Cocalodes platnicki Wanless, 1982 — Nuova Guinea
- Cocalodes protervus (Thorell, 1881) — Nuova Guinea
- Cocalodes thoracicus Szombathy, 1915 — Nuova Guinea
- Cocalodes turgidus Wanless, 1982 — Nuova Guinea

## Cocalus
Cocalus C. L. Koch, 1846
- Cocalus concolor C. L. Koch, 1846[1]  — Indonesia, Nuova Guinea
- Cocalus gibbosus Wanless, 1981 — Queensland
- Cocalus limbatus Thorell, 1878 — Indonesia
- Cocalus murinus Simon, 1899 — Sumatra

## Coccorchestes
Coccorchestes Thorell, 1881
- Coccorchestes aiyura Balogh, 1980 — Nuova Guinea
- Coccorchestes biak Balogh, 1980 — Nuova Guinea
- Coccorchestes biroi Balogh, 1980 — Nuova Guinea
- Coccorchestes blendae Thorell, 1881 — Nuova Guinea
- Coccorchestes buszkoae Prószynski, 1971 — Nuova Guinea
- Coccorchestes clavifemur Balogh, 1979 — Nuova Guinea
- Coccorchestes fenicheli Balogh, 1980 — Nuova Guinea
- Coccorchestes ferreus Griswold, 1984 — Queensland
- Coccorchestes fluviatilis Balogh, 1980 — Nuova Guinea
- Coccorchestes giluwe Balogh, 1980 — Nuova Guinea
- Coccorchestes gressitti Balogh, 1979 — Nuova Guinea
- Coccorchestes hamatus Balogh, 1980 — Nuova Guinea
- Coccorchestes hastatus Balogh, 1980 — Nuova Guinea
- Coccorchestes huon Balogh, 1980 — Nuova Guinea
- Coccorchestes ifar Balogh, 1980 — Nuova Guinea
- Coccorchestes ildikoae Balogh, 1979 — Nuova Guinea
- Coccorchestes inermis Balogh, 1980 — Nuova Britannia
- Coccorchestes jahilnickii Prószynski, 1971 — Nuova Guinea
- Coccorchestes jimmi Balogh, 1980 — Nuova Guinea
- Coccorchestes kaindi Balogh, 1980 — Nuova Guinea
- Coccorchestes karimui Balogh, 1980 — Nuova Guinea
- Coccorchestes mcadami Balogh, 1980 — Nuova Guinea
- Coccorchestes missim Balogh, 1980 — Nuova Guinea
- Coccorchestes otto Balogh, 1980 — Nuova Guinea
- Coccorchestes piora Balogh, 1980 — Nuova Guinea
- Coccorchestes quinquespinosus Balogh, 1980 — Nuova Guinea
- Coccorchestes rufipes Thorell, 1881[1] — Nuova Guinea
- Coccorchestes sinofi Balogh, 1980 — Nuova Guinea
- Coccorchestes sirunki Balogh, 1980 — Nuova Guinea
- Coccorchestes staregai Prószynski, 1971 — Nuova Guinea
- Coccorchestes suspectus Balogh, 1980 — Nuova Guinea
- Coccorchestes szentivanyi Balogh, 1980 — Nuova Guinea
- Coccorchestes taeniatus Balogh, 1980 — Nuova Guinea
- Coccorchestes tapini Balogh, 1980 — Nuova Guinea
- Coccorchestes triplex Balogh, 1980 — Nuova Guinea
- Coccorchestes vanapa Balogh, 1980 — Nuova Guinea
- Coccorchestes verticillatus Balogh, 1980 — Nuova Guinea
- Coccorchestes vicinus Balogh, 1980 — Nuova Guinea
- Coccorchestes vogelkop Balogh, 1980 — Nuova Guinea
- Coccorchestes waris Balogh, 1980 — Nuova Guinea

## Colaxes
Colaxes Simon, 1900
- Colaxes horton Benjamin, 2004 — Sri Lanka
- Colaxes nitidiventris Simon, 1900[1] — India
- Colaxes wanlessi Benjamin, 2004 — Sri Lanka

## Colyttus
Colyttus Thorell, 1891
- Colyttus bilineatus Thorell, 1891[1] — Sumatra, Arcipelago delle Molucche
- Colyttus lehtineni Zabka, 1985 — Cina, Vietnam

## Commoris
Commoris Simon, 1902
- Commoris enoplognatha Simon, 1902[1] — Guadalupa, Dominica
- Commoris minor Simon, 1903 — Guadalupa
- Commoris modesta Bryant, 1943 — Hispaniola

## Compsodecta
Compsodecta Simon, 1903
- Compsodecta defloccata (Peckham & Peckham, 1901) — Giamaica
- Compsodecta grisea (Peckham & Peckham, 1901)[1] — Giamaica
- Compsodecta haytiensis (Banks, 1903) — Hispaniola
- Compsodecta maxillosa (F. O. P.-Cambridge, 1901) — Guatemala, El Salvador, Nicaragua
- Compsodecta montana Chickering, 1946 — Panama
- Compsodecta peckhami Bryant, 1943 — Hispaniola

## Consingis
Consingis Simon, 1900
- Consingis semicana Simon, 1900[1] — Brasile, Argentina

## Copocrossa
Copocrossa Simon, 1901
- Copocrossa albozonata Caporiacco, 1949 — Kenya
- Copocrossa bimaculata Peckham & Peckham, 1903 — Sudafrica
- Copocrossa harpina Simon, 1903 — Sumatra
- Copocrossa politiventris Simon, 1901 — Malesia
- Copocrossa tenuilineata (Simon, 1900)[1] — Queensland

## Corambis
Corambis Simon, 1901
- Corambis foeldvarii Szűts, 2002 — Nuova Caledonia
- Corambis insignipes (Simon, 1880)[1] — Nuova Caledonia, Isole della Lealtà

## Corcovetella
Corcovetella Galiano, 1975
- Corcovetella aemulatrix Galiano, 1975[1] — Brasile

## Coryphasia
Coryphasia Simon, 1902
- Coryphasia albibarbis Simon, 1902[1] — Brasile
- Coryphasia artemioi Bauab, 1986 — Brasile
- Coryphasia cardoso Santos & Romero, 2007 — Brasile
- Coryphasia castaneipedis Mello-Leitão, 1947 — Brasile
- Coryphasia fasciiventris (Simon, 1902) — Brasile
- Coryphasia furcata Simon, 1902 — Brasile
- Coryphasia melloleitaoi Soares & Camargo, 1948 — Brasile
- Coryphasia monteverde Santos & Romero, 2007 — Brasile
- Coryphasia nigriventris Mello-Leitão, 1947 — Brasile
- Coryphasia nuptialis Bauab, 1986 — Brasile

## Corythalia
Corythalia C. L. Koch, 1850
1. Corythalia alacris (Peckham & Peckham, 1896) — Guatemala
2. Corythalia albicincta (F. O. P.-Cambridge, 1901) — America centrale
3. Corythalia arcuata Franganillo, 1930 — Cuba
  - Corythalia arcuata fulgida Franganillo, 1930 — Cuba
4. Corythalia argentinensis Galiano, 1962 — Argentina
5. Corythalia argyrochrysos (Mello-Leitão, 1946) — Paraguay
6. Corythalia banksi Roewer, 1951 — Hispaniola, Porto Rico
7. Corythalia barbipes (Mello-Leitão, 1939) — Paraguay
8. Corythalia bicincta Petrunkevitch, 1925 — Panama
9. Corythalia binotata (F. O. P.-Cambridge, 1901) — Messico
10. Corythalia blanda (Peckham & Peckham, 1901) — Trinidad
11. Corythalia brevispina (F. O. P.-Cambridge, 1901) — Guatemala
12. Corythalia bryantae Chickering, 1946 — Panama
13. Corythalia canalis (Chamberlin, 1925) — Panama
14. Corythalia chalcea Crane, 1948 — Venezuela
15. Corythalia chickeringi Kraus, 1955 — El Salvador
16. Corythalia cincta (Badcock, 1932) — Paraguay
17. Corythalia circumcincta (F. O. P.-Cambridge, 1901) — Messico
18. Corythalia circumflexa (Mello-Leitão, 1939) — Venezuela
19. Corythalia clara Chamberlin & Ivie, 1936 — Panama
20. Corythalia conformans Chamberlin & Ivie, 1936 — Panama
21. Corythalia conspecta (Peckham & Peckham, 1896) — dagli USA alla Costa Rica
22. Corythalia cristata (F. O. P.-Cambridge, 1901) — Messico
23. Corythalia cubana Roewer, 1951 — Cuba
24. Corythalia diffusa Chamberlin & Ivie, 1936 — Panama
25. Corythalia electa (Peckham & Peckham, 1901) — Colombia
26. Corythalia elegantissima (Simon, 1888) — Hispaniola
27. Corythalia emertoni Bryant, 1940 — Cuba
28. Corythalia excavata (F. O. P.-Cambridge, 1901) — Messico
29. Corythalia fimbriata (Peckham & Peckham, 1901) — Brasile
30. Corythalia flavida (F. O. P.-Cambridge, 1901) — Guatemala
31. Corythalia gloriae Petrunkevitch, 1930 — Porto Rico
32. Corythalia grata (Peckham & Peckham, 1901) — Brasile
33. Corythalia hadzji Caporiacco, 1947 — Guyana
34. Corythalia heliophanina (Taczanowski, 1871) — Guyana francese
35. Corythalia insularis Ruiz, Brescovit & Freitas, 2007 — Brasile
36. Corythalia iridescens Petrunkevitch, 1926 — Isole Vergini
37. Corythalia latipes (C. L. Koch, 1846)[1] — Brasile
38. Corythalia locuples (Simon, 1888) — Hispaniola
39. Corythalia luctuosa Caporiacco, 1954 — Guyana francese
40. Corythalia metallica (Peckham & Peckham, 1895) — Isole Saint Vincent e Grenadine (Piccole Antille)
41. Corythalia modesta Chickering, 1946 — Panama
42. Corythalia murcida (F. O. P.-Cambridge, 1901) — America centrale
43. Corythalia neglecta Kraus, 1955 — El Salvador
44. Corythalia nigriventer (F. O. P.-Cambridge, 1901) — Panama
45. Corythalia nigropicta (F. O. P.-Cambridge, 1901) — America centrale
46. Corythalia noda (Chamberlin, 1916) — Perù
47. Corythalia obsoleta Banks, 1929 — Panama
48. Corythalia opima (Peckham & Peckham, 1885) — dagli USA a Panama
49. Corythalia Panamana Petrunkevitch, 1925 — Panama
50. Corythalia parva (Peckham & Peckham, 1901) — Brasile
51. Corythalia parvula (Peckham & Peckham, 1896) — dal Messico a Panama
52. Corythalia peckhami Petrunkevitch, 1914 — Dominica
53. Corythalia penicillata (F. O. P.-Cambridge, 1901) — Messico, Guatemala
54. Corythalia placata (Peckham & Peckham, 1901) — Trinidad
55. Corythalia porphyra Brüning & Cutler, 1995 — Costa Rica
56. Corythalia pulchra Petrunkevitch, 1925 — Panama
57. Corythalia quadriguttata (F. O. P.-Cambridge, 1901) — dal Messico a Panama
58. Corythalia roeweri Kraus, 1955 — El Salvador
59. Corythalia rugosa Kraus, 1955 — El Salvador
60. Corythalia serrapophysis (Chamberlin & Ivie, 1936) — Panama
61. Corythalia spiralis (F. O. P.-Cambridge, 1901) — da El Salvador a Panama
62. Corythalia spirorbis (F. O. P.-Cambridge, 1901) — Panama
63. Corythalia squamata Bryant, 1940 — Cuba
64. Corythalia sulphurea (F. O. P.-Cambridge, 1901) — Costa Rica, Panama
65. Corythalia tristriata Bryant, 1942 — Porto Rico
66. Corythalia tropica (Mello-Leitão, 1939) — Venezuela
67. Corythalia ursina (Mello-Leitão, 1940) — Guyana
68. Corythalia valida (Peckham & Peckham, 1901) — Brasile
69. Corythalia vervloeti Soares & Camargo, 1948 — Brasile
70. Corythalia voluta (F. O. P.-Cambridge, 1901) — El Salvador, Panama
71. Corythalia walecki (Taczanowski, 1871) — Guyana, Guyana francese
72. Corythalia xanthopa Crane, 1948 — Venezuela

### Nomen dubium
- Corythalia variegata Caporiacco, 1954[15].

## Cosmophasis
Cosmophasis Simon, 1901

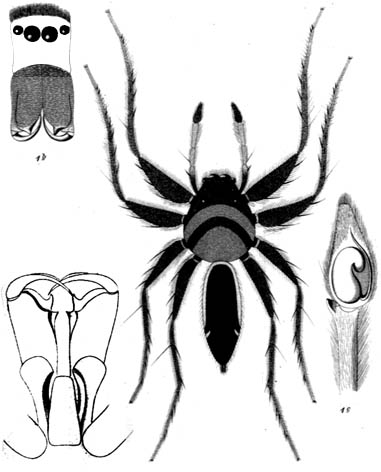
Cosmophasis micans, disegno anatomico

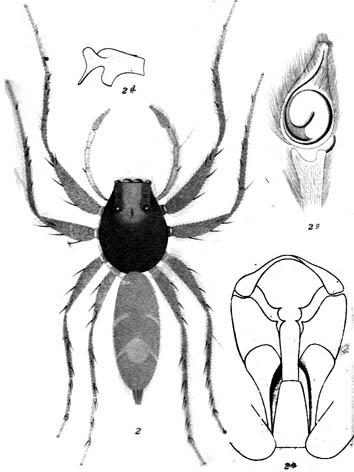
Cosmophasis modesta, disegno anatomico

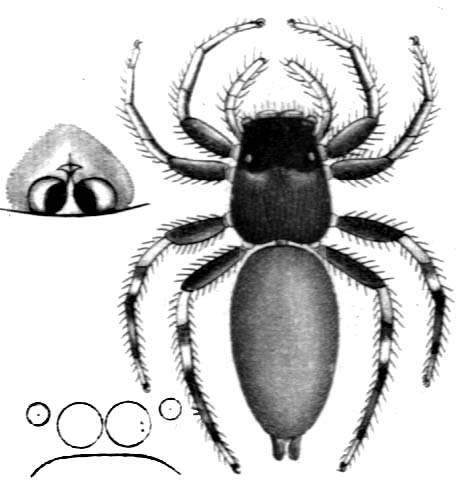
Cosmophasis obscura, disegno anatomico

- Cosmophasis albipes Berland & Millot, 1941 — Guinea
- Cosmophasis albomaculata Schenkel, 1944 — Timor (Indonesia)
- Cosmophasis arborea Berry, Beatty & Prószynski, 1997 — Isole Caroline
- Cosmophasis australis Simon, 1902 — Sudafrica
- Cosmophasis bitaeniata (Keyserling, 1882) — Nuova Guinea, Australia, Micronesia
- Cosmophasis chlorophthalma (Simon, 1898) — Nuove Ebridi
- Cosmophasis chopardi Berland & Millot, 1941 — Costa d'Avorio
- Cosmophasis cypria (Thorell, 1890) — Giava
- Cosmophasis depilata Caporiacco, 1940 — Etiopia
- Cosmophasis estrellaensis Barrion & Litsinger, 1995 — Filippine
- Cosmophasis fagei Lessert, 1925 — Africa orientale
- Cosmophasis fazanica Caporiacco, 1936 — Libia
- Cosmophasis gemmans (Thorell, 1890) — Sumatra
- Cosmophasis lami Berry, Beatty & Prószynski, 1997 — Isole Figi
- Cosmophasis laticlavia (Thorell, 1892) — Sumatra
- Cosmophasis longiventris Simon, 1903 — Vietnam
- Cosmophasis lucidiventris Simon, 1910 — Gabon
- Cosmophasis maculiventris Strand, 1911 — Isole Aru
- Cosmophasis marxi (Thorell, 1890) — Sumatra, Giava
- Cosmophasis masarangi Merian, 1911 — Celebes
- Cosmophasis micans (L. Koch, 1880) — Queensland
- Cosmophasis micarioides (L. Koch, 1880) — Nuova Guinea, Queensland, Isole Salomone
- Cosmophasis miniaceomicans (Simon, 1888) — Isole Andamane
- Cosmophasis modesta (L. Koch, 1880) — Queensland
- Cosmophasis monacha (Thorell, 1881) — Nuova Guinea
- Cosmophasis muralis Berry, Beatty & Prószynski, 1997 — Isole Caroline
- Cosmophasis obscura (Keyserling, 1882) — Queensland
- Cosmophasis olorina (Simon, 1901) — Sri Lanka
- Cosmophasis orsimoides Strand, 1911 — Isole Kei (Indonesia)
- Cosmophasis parangpilota Barrion & Litsinger, 1995 — Filippine
- Cosmophasis psittacina (Thorell, 1887) — Birmania
- Cosmophasis pulchella Caporiacco, 1947 — Etiopia
- Cosmophasis quadricincta (Simon, 1885) — Singapore
- Cosmophasis risbeci Berland, 1938 — Nuove Ebridi
- Cosmophasis squamata Kulczyński, 1910 — Isole Salomone, Isole Seychelles
- Cosmophasis strandi Caporiacco, 1947 — Africa orientale
- Cosmophasis thalassina (C. L. Koch, 1846)[1] — dalla Malesia all'Australia
- Cosmophasis tricincta Simon, 1910 — Bioko (Golfo di Guinea)
- Cosmophasis trioipina Barrion & Litsinger, 1995 — Filippine
- Cosmophasis umbratica Simon, 1903 — dall'India a Sumatra
- Cosmophasis valerieae Prószynski & Deeleman-Reinhold, 2010 — Sumbawa (Isole della Sonda)
- Cosmophasis viridifasciata (Doleschall, 1859) — da Sumatra alla Nuova Guinea
- Cosmophasis weyersi (Simon, 1899) — Sumatra

### Specie trasferite recentemente
- Cosmophasis caerulea Simon, 1901;[16]
- Cosmophasis nigrocyanea (Simon, 1886);[17]
- Cosmophasis quadrimaculata Lawrence, 1942;[17]

## Cotinusa
Cotinusa Simon, 1900
- Cotinusa adelae Mello-Leitão, 1944 — Argentina
- Cotinusa albescens Mello-Leitão, 1945 — Argentina
- Cotinusa bisetosa Simon, 1900 — Venezuela
- Cotinusa bryantae Chickering, 1946 — Panama
- Cotinusa cancellata (Mello-Leitão, 1943) — Brasile
- Cotinusa deserta (Peckham & Peckham, 1894) — Brasile
- Cotinusa dimidiata Simon, 1900 — Perù
- Cotinusa distincta (Peckham & Peckham, 1888)[1] — dal Messico al Perù
- Cotinusa fenestrata (Taczanowski, 1878) — Perù
- Cotinusa furcifera (Schenkel, 1953) — Venezuela
- Cotinusa gemmea (Peckham & Peckham, 1894) — Brasile
- Cotinusa gertschi (Mello-Leitão, 1947) — Brasile
- Cotinusa horatia (Peckham & Peckham, 1894) — Brasile
- Cotinusa irregularis (Mello-Leitão, 1945) — Argentina
- Cotinusa leucoprocta (Mello-Leitão, 1947) — Brasile
- Cotinusa magna (Peckham & Peckham, 1894) — Brasile
- Cotinusa mathematica (Mello-Leitão, 1917) — Brasile
- Cotinusa melanura Mello-Leitão, 1939 — Paraguay
- Cotinusa puella Simon, 1900 — Brasile
- Cotinusa pulchra Mello-Leitão, 1917 — Brasile
- Cotinusa rosascostai Mello-Leitão, 1944 — Argentina
- Cotinusa rubriceps (Mello-Leitão, 1947) — Brasile
- Cotinusa septempunctata Simon, 1900 — Venezuela
- Cotinusa simoni Chickering, 1946 — Panama
- Cotinusa soesilae Makhan, 2009 — Suriname
- Cotinusa splendida (Dyal, 1935) — Pakistan
- Cotinusa stolzmanni (Taczanowski, 1878) — Perù
- Cotinusa trifasciata (Mello-Leitão, 1943) — Brasile
- Cotinusa trimaculata Mello-Leitão, 1922 — Brasile
- Cotinusa vittata Simon, 1900 — Brasile

## Cucudeta
Cucudeta Maddison, 2009
- Cucudeta gahavisuka Maddison, 2009 — Nuova Guinea
- Cucudeta uzet Maddison, 2009 — Nuova Guinea
- Cucudeta zabkai Maddison, 2009[1] — Nuova Guinea

## Curubis
Curubis Simon, 1902
- Curubis annulata Simon, 1902 — Sri Lanka
- Curubis erratica Simon, 1902[1] — Sri Lanka
- Curubis sipeki Dobroruka, 2004 — India
- Curubis tetrica Simon, 1902 — Sri Lanka

## Cylistella
Cylistella Simon, 1901
- Cylistella adjacens (O. P.-Cambridge, 1896) — Messico, Costa Rica
- Cylistella castanea Petrunkevitch, 1925 — Panama
- Cylistella coccinelloides (O. P.-Cambridge, 1869) — Brasile
- Cylistella cuprea (Simon, 1864)[1] — Brasile
- Cylistella fulva Chickering, 1946 — Panama
- Cylistella sanctipauli Soares & Camargo, 1948 — Brasile
- Cylistella scarabaeoides (O. P.-Cambridge, 1894) — Messico, Panama

## Cyllodania
Cyllodania Simon, 1902
- Cyllodania bicruciata Simon, 1902[1] — Panama, Venezuela
- Cyllodania minuta Galiano, 1977 — Perù

## Cynapes
Cynapes Simon, 1900
- Cynapes baptizatus (Butler, 1876) — Rodrigues (Mauritius)
- Cynapes canosus Simon, 1900 — Mauritius
- Cynapes lineatus (Vinson, 1863) — Madagascar
- Cynapes wrighti (Blackwall, 1877)[1] — Isole Seychelles

## Cyrba
Cyrba Simon, 1876
- Cyrba algerina (Lucas, 1846)[1] — dalle Isole Canarie all'Asia centrale
- Cyrba armillata Peckham & Peckham, 1907 — Borneo
- Cyrba bidentata Strand, 1906 — Etiopia
- Cyrba boveyi Lessert, 1933 — Africa centrale
- Cyrba dotata Peckham & Peckham, 1903 — Sudafrica
- Cyrba legendrei Wanless, 1984 — Madagascar, Isole Comore
- Cyrba lineata Wanless, 1984 — Sudafrica
- Cyrba nigrimana Simon, 1900 — Africa orientale e meridionale
- Cyrba ocellata (Kroneberg, 1875) — Somalia, dal Sudan alla Cina, Australia
- Cyrba simoni Wijesinghe, 1993 — Africa tropicale
- Cyrba szechenyii Karsch, 1898 — Hong Kong

### Sinonimi
- Cyrba armata Wesolowska, 2006;[18]

## Cytaea
Cytaea Keyserling, 1882
- Cytaea aeneomicans Simon, 1902 — Lombok (Indonesia)
- Cytaea albichelis Strand, 1911 — Isole Kei (Indonesia)
- Cytaea albolimbata Simon, 1888 — Isole Andamane
- Cytaea argentosa (Thorell, 1881) — Nuova Guinea
- Cytaea barbatissima (Keyserling, 1881) — Queensland, Nuovo Galles del Sud
- Cytaea carolinensis Berry, Beatty & Prószynski, 1998 — Isole Caroline
- Cytaea catella (Thorell, 1891) — Nuova Guinea
- Cytaea clarovittata (Keyserling, 1881) — Nuovo Galles del Sud
- Cytaea dispalans (Thorell, 1892) — Giava
- Cytaea fibula Berland, 1938 — Nuove Ebridi
- Cytaea flavolineata Berland, 1938 — Nuove Ebridi
- Cytaea frontaligera (Thorell, 1881) — Nuova Guinea, Queensland
- Cytaea guentheri Thorell, 1895 — Birmania
- Cytaea haematica Simon, 1902 — Giava
- Cytaea haematicoides Strand, 1911 — Isole Aru
- Cytaea koronivia Berry, Beatty & Prószynski, 1998 — Isole Figi
- Cytaea laodamia Hogg, 1918 — Nuova Guinea
- Cytaea laticeps (Thorell, 1878) — Ambon (Arcipelago delle Molucche)
- Cytaea lepida Kulczyński, 1910 — Isole Salomone
- Cytaea levii Peng & Li, 2002 — Taiwan
- Cytaea mitellata (Thorell, 1881) — Nuova Guinea
- Cytaea morrisoni Dunn, 1951 — Australia occidentale
- Cytaea nausori Berry, Beatty & Prószynski, 1998 — Isole Figi
- Cytaea nigriventris (Keyserling, 1881) — Queensland
- Cytaea nimbata (Thorell, 1881) — Nuova Guinea
- Cytaea oreophila Simon, 1902 — Giava, Sumatra
- Cytaea piscula (L. Koch, 1867) — Nuovo Galles del Sud, Isole Samoa
  - Cytaea piscula subsiliens (Kulczynski, 1910) — Isole Samoa, Nuovo Galles del Sud
- Cytaea plumbeiventris (Keyserling, 1881) — Nuova Guinea, Queensland
- Cytaea ponapensis Berry, Beatty & Prószynski, 1998 — Isole Caroline
- Cytaea rai Berry, Beatty & Prószynski, 1998 — Isole Caroline
- Cytaea rubra (Walckenaer, 1837) — Nuova Guinea
- Cytaea severa (Thorell, 1881)[1] — Queensland
- Cytaea sinuata (Doleschall, 1859) — dalle Filippine all'Australia
- Cytaea sylvia Hogg, 1915 — Nuova Guinea
- Cytaea trispinifera Marples, 1955 — Isole Samoa
- Cytaea vitiensis Berry, Beatty & Prószynski, 1998 — Isole Figi
- Cytaea whytei Prószyn'ski & Deeleman-Reinhold, 2010 — Sumbawa (Piccole Isole della Sonda)